# 영남 지괴

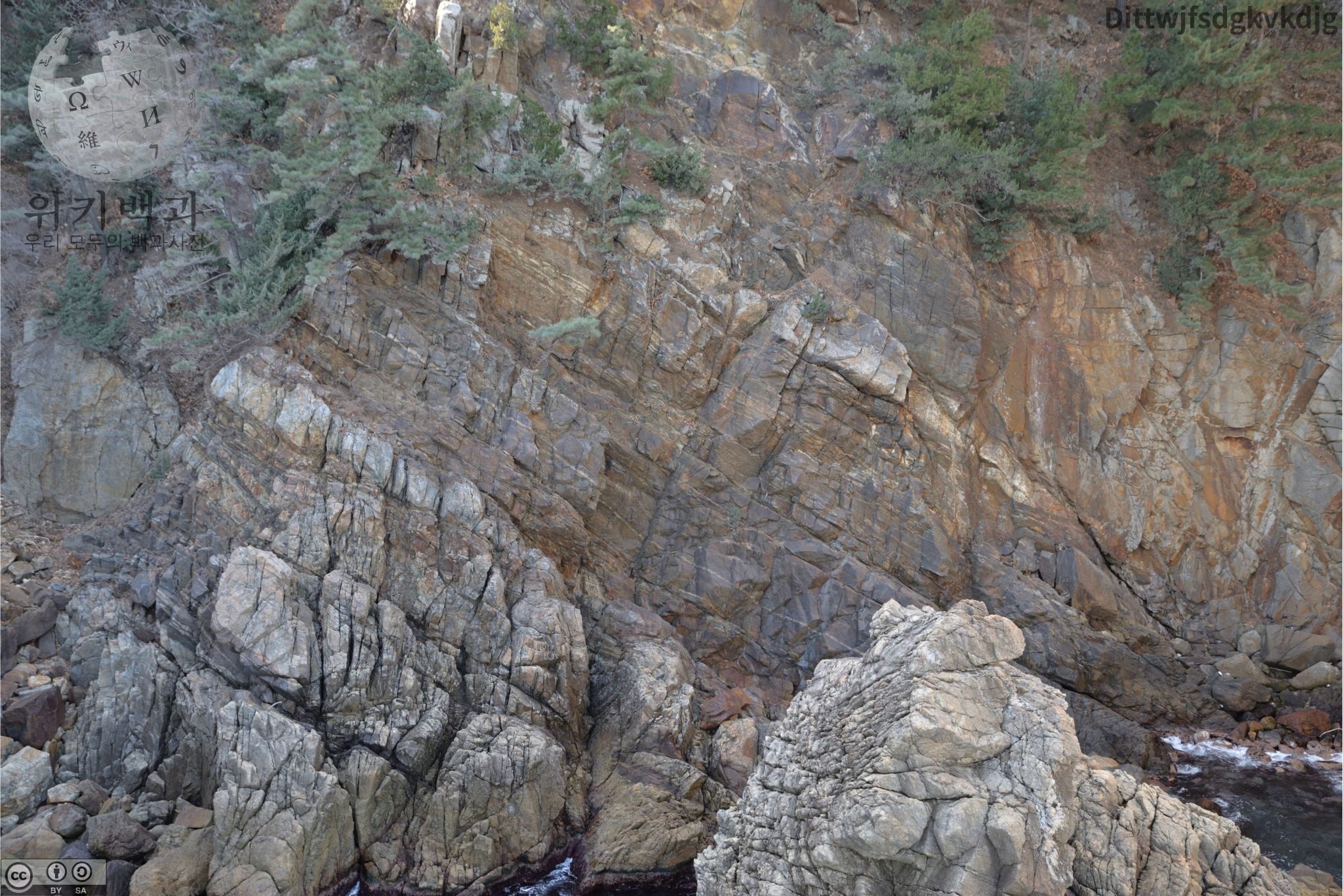
영남 육괴 북동부 강원특별자치도 삼척시 근덕면 초곡리 삼척지질공원 초곡용굴촛대바위길 해안의 선캄브리아기 고원생대 편마암/화성암 경계

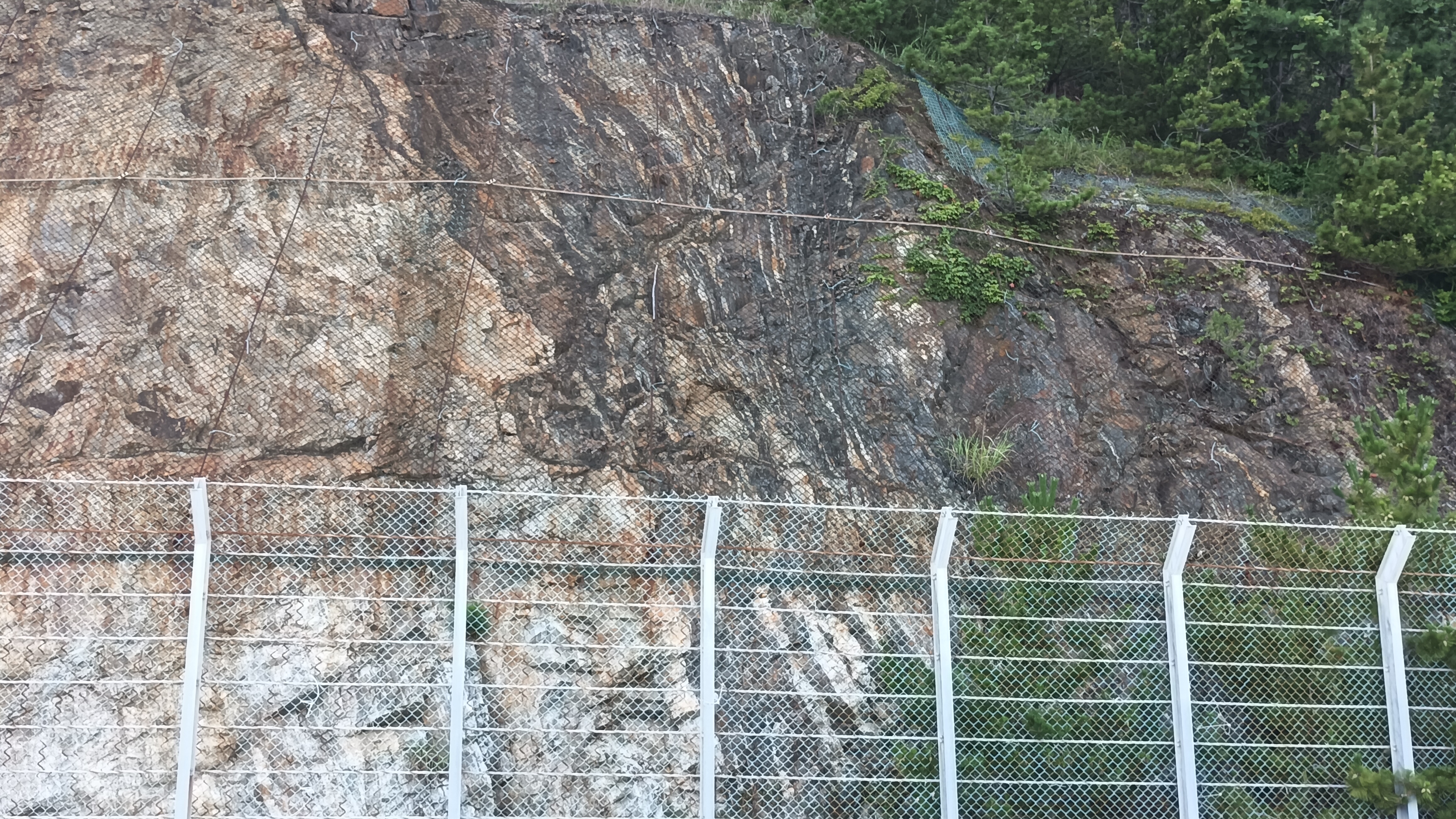
영남 육괴 내 경상북도 영덕군 영해면 사진리의 경북동해안 국가지질공원 선캄브리아기 고원생대 편마암 지질유산

영남 육괴(嶺南 陸塊, Yeongnam Massif) 또는 영남 지괴(嶺南 地塊)는 한반도 내 대한민국 경상북도 울진군과 삼척시에서 소백산과 영주시, 상주시, 김천시, 덕유산과 지리산 지역에 걸쳐 있는 선캄브리아기 지괴(地塊)이며 한반도의 주요 지체 구조이다. 옥천대(옥천 습곡대)와 경상 분지 사이에 위치하며, 평해층군, 원남층군, 율리층군 등 변성퇴적암 지층과 분천화강편마암, 홍제사 화강암, 하동-산청 회장암체 등 다수의 선캄브리아기 변성암 및 화성암으로 구성된다.

## 개요
한반도의 선캄브리아기 지체 구조는 낭림 육괴, 경기 지괴/경기 육괴, 영남 지괴/영남 육괴 3개의 주요 기반암체로 구성되며 낭림 육괴와 경기 육괴는 임진강대에 의해, 경기 육괴와 영남 육괴는 옥천대(옥천 습곡대)에 의해 구분된다. 한반도에서 선캄브리아기(시생누대, 원생누대) 암석이 차지하는 비율은 약 40%에 달하며, 한반도의 선캄브리아기 지각은 대부분 시생대 후기에 형성되었고 원생대 초기에 지괴화(cratonization) 과정을 거쳐 고원생대에 안정화되었다. 저어콘 연대에 의하면, 선캄브리아기 지각의 기원은 시생누대 고시생대에 시작되었으며, 27억년 전 맨틀로부터 지각을 형성하는 기원 물질이 추출되었고, 경기 육괴와 영남 육괴는 25억년 전, 낭림 육괴는 23억년 전에 대부분의 지각이 형성되었다. 그리고 고원생대인 18~19억년 전에 최종적으로 지각화 과정을 거쳐 안정적인 대륙 탁상지가 형성되었다.
한반도에는 일부 지역에서만 시생대 암석이 나타나며 나머지 암석들은 대부분 고원생대 이후에 형성되었다. 한반도에서 발견된 가장 오래된 암석은 신시생대 변성화성암으로 25억년 전에 생성된 것이나, 그 보다 더 오래된 암석은 20~18억년전 사이에 고원생대 변성퇴적암 그리고 변성화성암으로 변화되었다. 한반도의 기저(基底)를 이루는 암석은 대부분 고원생대에 형성된 암석들이다. 원생대의 암석은 주로 경기 육괴와 영남 육괴에 광범위하게 분포하고 있다.
영남 육괴 옥천 습곡대와 경상 분지 사이에 발달하는 영남 지괴는 선캄브리아기 지괴로 옥천 습곡대 동부 태백산분지의 고생대 퇴적암과 경상 분지에 분포하는 중생대퇴적암 경상 누층군의 기반을 형성한다. 영남 육괴의 선캄브리아기 암석은 편마암, 편암 및 이를 관입한 고원생대·중생대 화성암으로 구성된다. 편마암류는 분포 지역에 따라 태백산편마암복합체, 소백산편마암복합체, 호남편마암복합체로 구분되며 이들은 호상 편마암, 미그마타이트, 혼성 편마암, 화강암질 편마암, 반상변정질 편마암 등으로 구성된다.

### 지질시대
영남 육괴의 여러 지역에서 보고된 절대연령 측정 결과를 종합해 보면 지리산 지역은 약 21억 1천만년 및 19억 8천~18억 9천만년 전 두 시기에 화강암의 관입이 있었으며, 이후 퇴적된 퇴적암이 후기 화강암류의 관입을 전후해 약 18억 7~6천만년 전에 둘이 같이 변성을 받은 것으로 추정된다. 영남 지괴 남부 하동군~산청군 지역에는 낭림 육괴나 경기 육괴에는 보고되지 않은, 한반도에서 유일한 회장암으로 알려진 하동-산청 회장암체가 분포하며, 관입 시기는 17억 9200만년 전으로 보고되었다.
| 지역            | 좌표                                                                    | 암석                  | 광물              | 연대측정법                                                      | 사건             | 연대 (Ma)               | 시기                                    | 출처                  |
| --------------- | ----------------------------------------------------------------------- | --------------------- | ----------------- | --------------------------------------------------------------- | ---------------- | ----------------------- | --------------------------------------- | --------------------- |
| 삼척시          |                                                                         | 임원 우백질 화강암    |                   | Rb-Sr 전암                                                      |                  | 2088±8.5                | 고원생대                                | 김용준 외(1984)       |
| 삼척시          |                                                                         | 임원 우백질 화강암    |                   | Rb-Sr 전암                                                      |                  | 2089±98                 | 고원생대                                | 주승환과 김성재(1985) |
| 삼척시          |                                                                         | 임원 우백질 화강암    |                   | U-Pb 저어콘                                                     |                  | 1826±20                 | 고원생대 오로세이라기                   | 장호완 외(2003)       |
| 울진군 평해읍   | PH13                                                                    |                       |                   |                                                                 |                  | 1840±26                 | 고원생대 오로세이라기                   | 사공희 외(2003)       |
| 울진군 평해읍   |                                                                         | 평해층 화강편마암     | 저어콘            | U-Pb SHRIMP                                                     | 화성             | 1869±8                  | 고원생대 오로세이라기                   | Kim et al.(2012)      |
| 울진군 평해읍   |                                                                         | 평해층 혼성암         | 저어콘            | U-Pb SHRIMP                                                     | 변성             | 1848±5                  | 고원생대 오로세이라기                   | Kim et al.(2012)      |
| 울진군 평해읍   |                                                                         | 평해층 혼성암         | 저어콘            | U-Pb SHRIMP                                                     | 최저 쇄설암 연대 | 1949±7                  | 고원생대 오로세이라기                   | Kim et al.(2012)      |
| 울진군 평해읍   |                                                                         | 기성층 메타사질암     | 저어콘            | U-Pb SHRIMP                                                     | 변성             | 1892±27                 | 고원생대 오로세이라기                   | Kim et al.(2012)      |
| 울진군 평해읍   |                                                                         | 기성층 메타사질암     | 저어콘            | U-Pb SHRIMP                                                     | 최저 쇄설암 연대 | 2022±32                 | 고원생대 라이악스기~오로세이라기        | Kim et al.(2012)      |
| 울진군 평해읍   |                                                                         | 하다우백질 화강편마암 | 저어콘            | U-Pb SHRIMP                                                     | 화성             | 1959±28                 | 고원생대 오로세이라기                   | 김남훈 외(2009)       |
| 울진군 평해읍   |                                                                         | 평해화강편마암        | 저어콘            | U-Pb TIMS                                                       | 화성             | 1936±21                 | 고원생대 오로세이라기                   | 장호완 외(2003)       |
| 울진군 평해읍   |                                                                         | 평해화강편마암        | 저어콘            | U-Pb SHRIMP                                                     | 화성             | 1982±6.3                | 고원생대 오로세이라기                   | 김남훈 외(2009)       |
|                 |                                                                         | 율리층군              |                   | 모나자이트 CHIME                                                |                  | 1720±50                 | 고원생대 스타테로스기                   | 스즈키와 아다치(1994) |
| 영월군 상동읍   | 북위 37° 7′ 3.8″ 동경 128° 45′ 36.3″ / 북위 37.117722° 동경 128.760083° | 율리층군              |                   | 저어콘 U-Pb                                                     |                  | 2177±57~3520±55         | 고원생대 라이악스기~시생누대 고시생대   | 이용일 외(2011)       |
| 봉화군 춘양면   |                                                                         | 율리층군              |                   | 고선리층: 저어콘 각화산층: 207Pb/206Pb 페그마타이트: 모나자이트 | 퇴적             | 1878±5.2 1849±14 1838±5 | 고원생대 오로세이라기                   | 정성우(2022)          |
|                 |                                                                         | 원남층군              |                   |                                                                 | 변성             | 1840±26                 | 고원생대 오로세이라기                   | 정창식 외(2000)       |
|                 |                                                                         | 분천화강편마암        |                   | Pb-Pb                                                           |                  | 1920±56                 | 고원생대 오로세이라기                   | 박계헌 외(1993)       |
|                 |                                                                         | 분천화강편마암        |                   | Rb-Sr 전암 Pb-Pb                                                |                  | 1911±170 1933±54        | 고원생대                                | 정창식 외(2004)       |
|                 |                                                                         | 분천화강편마암        | 저어콘 모나자이트 | 1931±78 1915±26                                                 |                  | CHIME                   | 고원생대 오로세이라기                   | 이석훈(2001)          |
|                 |                                                                         | 분천화강편마암        | 저어콘            | 저어콘 U-Pb                                                     |                  | 1963±5                  | 고원생대 오로세이라기                   | 장호완 외(2003)       |
| 경상북도 예천군 | SB02                                                                    |                       | 자류석            | Pb-Pb                                                           | 변성             | 1835±56                 | 고원생대 오로세이라기                   | 사공희 외(2003)       |
| 경상북도 상주시 | SB03                                                                    |                       | 자류석            | Pb-Pb                                                           | 변성             | 1845±41                 | 고원생대 오로세이라기                   | 사공희 외(2003)       |
| 지리산          | JR03                                                                    |                       | 자류석            | Pb-Pb                                                           | 변성             | 1906±11                 | 고원생대 오로세이라기                   | 사공희 외(2003)       |
| 지리산          | JR04                                                                    |                       | 자류석            | Pb-Pb                                                           | 변성             | 1844±70                 | 고원생대 오로세이라기                   | 사공희 외(2003)       |
| 지리산          | JR06                                                                    |                       | 자류석            | Pb-Pb                                                           | 변성             | 1850±9                  | 고원생대 오로세이라기                   | 사공희 외(2003)       |
|                 |                                                                         | 하동-산청 회장암체    |                   | Sm-Nd                                                           |                  | 1678±90                 | 고원생대 스타테로스기~중원생대 칼리마기 | 정지곤(1990)          |
|                 |                                                                         | 하동-산청 회장암체    | 석류석 외         | Sm-Nd                                                           | 최초 생성        | 1792±90                 | 고원생대 오로세이라기~스타테로스기      | 박계헌 외(2001)       |
| 지리산          |                                                                         | 반상변정질 편마암     |                   | Sm-Nd                                                           | 변성             | 1819±53                 | 고원생대 오로세이라기~스타테로스기      | 박계헌 외(2000)       |
| 지리산          |                                                                         | 니질편마암            |                   | Sm-Nd                                                           | 변성             | 1780±26                 | 고원생대 오로세이라기~스타테로스기      | 박계헌 외(2000)       |
| 지리산          |                                                                         | 규장질 편마암         |                   | Sm-Nd                                                           | 원암 생성        | 1928±42                 | 고원생대 오로세이라기                   | 박계헌 외(2000)       |
| 구례군          |                                                                         | 구례화강편마암        |                   | U-Pb 저어콘                                                     | 관입             | 2120~2113               | 고원생대 라이악스기                     | 투렉과 김정빈(1996)   |
| 구례군          |                                                                         | 반상변정 편마암       |                   | U-Pb                                                            | 관입             | 1945.3±4.6              | 고원생대 오로세이라기                   | 투렉과 김정빈(1996)   |
| 구례군          |                                                                         | 반상변정 편마암       |                   | U-Pb                                                            | 관입             | 1935±5                  | 고원생대 오로세이라기                   | 투렉과 김정빈(1996)   |
| 구례군          |                                                                         | 반상변정 편마암       |                   | U-Pb                                                            | 관입             | 1890.2±5.9              | 고원생대 오로세이라기                   | 투렉과 김정빈(1996)   |
| 구례군          |                                                                         | 반상변정 편마암       |                   | U-Pb                                                            | 관입             | 1928±4.5                | 고원생대 오로세이라기                   | 투렉과 김정빈(1996)   |
| 곡성군          |                                                                         | 차일봉 화강암         |                   | U-Pb 저어콘                                                     | 관입             | 1923±14                 | 고원생대 오로세이라기                   | 투렉과 김정빈(1996)   |
|                 |                                                                         |                       |                   |                                                                 |                  |                         |                                         |                       |
|                 |                                                                         |                       |                   |                                                                 |                  |                         |                                         |                       |

## 삼척시
삼척시 원덕읍, 가곡면, 근덕면 지역은 영남 육괴의 북동부에 해당하여 선캄브리아기의 암석 태백산층군과 율리층군을 합친 태백산변성암복합체으로 구성된다. 삼척 지질도폭(1984)에서는 삼척시의 태백산변성암복합체를 편암류, 미그마타이트질 편마암, 화강암질 편마암, 홍제사 화강암으로 구분하였으며 죽변-임원진 지질도폭(1993)에서는 호산리층과 이천화강편마암으로 구분하였다. 죽변면 일대에 넓게 분포하는 이들은 적어도 3회(21~22억년, 17~18억년, 7~9억년 전)의 변성 작용을 받은 것으로 해석된다.

### 태백산층군
태백산층군(太白山層群, Taebaeksan Group)은 영남 육괴 북동부 삼척시 지역의 기반을 형성하던 암석으로 편암류, 미그마타이트질 편마암, 화강암질 편마암으로 구성된다. 편암류는 선캄브리아기 사질암, 니질암과 석회질암이 광역 변성 작용을 뱓아 형성된 편암으로 근원암의 종류에 따라 흑운모편암, 운모편암, 석영편암, 규산염암, 흑연편암 등으로 구성되며 곳에 따라 호상 편마암으로 점이하는 곳도 있다. 이중 사질암에서 유래한 운모석영편암이 가장 많은 양을 차지하며 암회색을 띤다. 곳에 따라 페그마타이트질 물질의 주입으로 얼룩 무늬가 나타나며 규선석이 나타나는 등 국부적으로 변성도가 높은 곳이 있다. 미그마타이트질 편마암은 호상 편마암으로 주로 흑운모로 구성된 유색광물대와 규장질대가 뚜렷하지 않게 나타난다. 화강암질 편마암은 편마암이 화강암화작용에 의해 형성되었으며 미그마타이트질 편마암과 점이적이다. 근원암의 성질에 따라 광물 조성이 다른데 사질암 기원인 부분은 흑운모의 함량이 적어 회백색을 띠며 대부분은 니질암 기원으로서 암회색 내지 암흑색을 띤다. 태백산층군 내에는 페그마타이트와 규장암, 화강반암 등의 암맥이 관입해 있다.
삼척시 근덕면 덕산리 덕봉산 일대와, 삼척시 정하동~교동의 새천년해안도로 해안에는 선캄브리아기 태백산층군이 드러나 있다.
삼척시 근덕면 덕산리 덕봉산의 태백산층군 (근덕면 덕산리 산 136 지역)
삼척시 정하동~교동 새천년해안도로 도로변의 태백산층군
- 삼척시 정하동 41-303 지역
- 삼척시 교동 작은후진해변
- 삼척시 교동 작은후진해변
- 삼척시 교동 작은후진해변

### 이천화강편마암
이천화강편마암(理川花崗片麻巖, Icheon Granitic Gneiss)은 삼척시 원덕읍 이천리를 중심으로 약 30 km2에 걸쳐 분포하는 선캄브리아기 화강편마암으로 죽변-임원진 지질도폭(1993)에서 명명되었다. 이천화강편마암은 화성암 기원으로 추정되며 내부에 편마암과 미그마타이트를 포획한다. 주요 구성 광물은 석영, 사장석, 미사장석, 흑운모이다. 장호완 외(2003)는 TIMS U-Pb 저어콘 연대 측정을 통해 삼척시 원덕읍 임원 지역에 분포하는 이천화강편마암의 관입 시기를 2357±43 Ma 및 2342±47 Ma (고원생대 시데로스기)로 보고하였다. 이 화강암은 경기 육괴의 대이작도 및 임진강대에서 보고된 시생대(~2.5 Ga) 화강암류를 제외하면, 지금까지 남한 내륙에서 확인된 가장 고기 화강암에 해당한다.

### 호산리층
호산리층(湖山里層, Hosanri Formation)은 삼척시 원덕읍 호산리를 표식지로 하여 원덕읍 임원리, 옥원리, 호산리, 노경리, 철마산(411 m), 월천리와 울진군 북면 나곡리, 하당리 지역에 분포하는 변성퇴적암 지층이며 하부 편암대와 상부 혼성대로 구분된다. 주로 [[원덕읍] 월천리 이남에 분포하는 하부 편암대는 니질(argillaceous) 변성퇴적암으로 주로 운모편암으로 구성되며 각섬석 편암이 협재된다. 상부 혼성대는 니질 내지 사질(psammitic) 변성퇴적암이나 다량의 화성암 물질이 주입되어 부분적으로 미그마타이트질 편마암 등이 편마암과 교호하는 혼성대를 형성한다. 이천화강편마암은 호산리층을 관입하고 있어 호산리층은 대한민국 내에서 분포지가 확인된 가장 오래된 지층일 크다.

### 임원 우백질 화강암
임원 우백질 화강암(臨院 優白質 花崗巖, Imwon Leucogranite)은 삼척시 근덕면과 원덕읍 해안에 분포하는 고원생대의 우백질 화강암(Leucogranite)이다. 임원 우백질 화강암은 장석과 석영 및 백운모에 의해 우백색을 띠는 괴상의 화강암질암으로, 임원 우백질 화강암에 대해 김용준 외(1984)는 Rb-Sr 전암 연대로 2088±8.5 Ma, 주승환과 김성재(1985)는 2089±98 Ma, 장호완 외(2003)는 U-Pb 저어콘 연대로 1826±20 Ma의 절대 연령을 보고하여 임원 우백질 화강암의 지질시대는 선캄브리아기 고원생대 오로세이라기이다. 임원 우백질 화강암은 과알루미늄질 화강암으로 대륙 충돌 환경에서 형성되었으며, 주변의 변성퇴적암류에서 기원한 것으로 추정된다.

### 초곡용굴촛대바위길
초곡용굴촛대바위길(Chogok Yonggulchotdaebawi Rock Trail) 또는 초곡 해안침식지형 지질명소는 대한민국 강원특별자치도 삼척시 근덕면 초곡리 해안에 설치된 해안길이며 삼척지질공원의 지질명소이다. 영남 육괴 육지 부분의 북동쪽 끝에 해당하는 이곳에서는 우백질 화강암과 선캄브리아기 변성퇴적암 암석이 파도에 침식되어 나타나는 다양한 침식 지형과 지질학적 현상을 관찰할 수 있다. 초곡용굴촛대바위길 해안의 암석은 대부분 화성암인 임원 우백질 화강암으로 구성되나 초곡용굴촛대바위길 중간에는 화강암 가운데에 층리가 보이는 변성퇴적암이 출현하는 것을 곳곳에서 관찰할 수 있다. 이는 원래 있던 퇴적암에 마그마가 관입하여 굳어졌기 때문이다. 원래 있던 퇴적암은 높은 열과 압력에 의해 변성된 상태이며 층리가 드러나 있어 화성암과의 구분이 쉽다.
초곡용굴촛대바위길의 변성퇴적암-화성암 경계
- 전경
- 상부
- 하부
- 최하부
- 사진 가운데에 Z형 습곡이 나타난다.

## 울진군 해안 (태백산편마암복합체)
울진군 동부 해안 지역에는 선캄브리아기의 변성퇴적암과 화강편마암이 주로 분포하며 원남층군, 평해화강편마암, 하다우백질 화강편마암, 후포리층 등으로 구성된다.
태백산편마암복합체는 과거 영남계 내지 영남 누층군으로 불렸으며 기존의 삼근리·도계동·평해 지질도폭(1963)에서 하부로부터 평해층군, 기성(변질화산암)층, 원남층군(호산리층)으로 구분하였다.

### 평해층군
평해층군(平海層群, Precambrian Pyeonghae Formation)은 영남 육괴 내 경상북도 울진군 평해읍을 표식지로 하여 울진군 온정면과 영양군 수비면, 일월면 지역에 분포하는 선캄브리아기 변성퇴적암 지층이다. 평해층군은 울진군-영양군 지역에서 가장 오래된 암석으로 선캄브리아기 원남층군과 중생대 백악기 경상 누층군 울련산층에 의해 부정합으로 덮힌다. 변질이암(Metamorohosed argillaceous rock)과 변질 사질암(Metamorohosed arenaceous rock)의 호층(互層)으로 구성된다.

### 기성층
기성(변질화산암)층(Precambrian Kiseong formation, 箕城層)은 영양군 수비면 본신리~울진군 매화면 길곡리, 평해읍 오곡리, 기성면 황보리 등지에 소규모 분포하는 지층이다. 변질화산집괴암(Meta-volcanic agglomerate), 변질응회질암(Meta-tuffaceous rock), 변질분출암(Meta-eruptive) 등의 변질 화산암으로 구성된다. 평해 지질도폭(1963)에서는 기성층이 평해층군을 부정합으로 덮고 원남층군에 의해 부정합으로 덮히는 선캄브리아기의 화산암으로 보았으나 김남훈 외(2002)는 기성층이 변성화산암층이 아니라 기존의 변성암류가 연성전단운동의 결과로 변형되어 일부 노두에서는 마치 변성화산암과 같은 모습을 갖는 전단대라고 판단하였고, 압쇄암에 대해 칼륨-아르곤 연대 측정을 실시하여 백악기(122.8±1.8 및 89.9±1.8 Ma)에 극심한 압쇄암화 작용이 일어났다고 하였다. 그리고 기성층의 존재에 근거하여 설정된 평해층군과 원남층군을 하나의 지층으로 간주해야 한다고 주장하였다.

### 원남층군
원남층군(遠南層群, Precambrian wonnam group)은 영남 육괴 북동부 울진군 남부와 영양군 북부에 분포하는 선캄브리아기의 변성퇴적암 지층이다. 원남층, 동수곡층, 장군 석회암층, 두음리층 4개 지층으로 구성되나 다수의 연구자들에 의해 장군 석회암층과 두음리층은 조선 누층군으로, 동수곡층은 평안 누층군의 일부로 해석되었다. 정창식 외(2000)는 원남층군 변성퇴적암의 변성연대를 1840±26 Ma (고원생대 오로세이라기)로 보고하였다.
평해층군과 원남층군
- 평해층군, 영양군 수비면 수하리 지방도 제917호선 도로변
북위 36° 46′ 36.5″ 동경 129° 13′ 15.5″ / 북위 36.776806°  동경 129.220972°
- 원남층군 원남층, 영양군 수비면 수하리 영양국제밤하늘보호공원 북동측 도로변
북위 36° 50′ 20.0″ 동경 129° 16′ 22.0″ / 북위 36.838889°  동경 129.272778°
- 원남층군 원남층, 영양군 수비면 수하리 영양국제밤하늘보호공원 남동측 장수포천 계곡 하상
북위 36° 50′ 10.0″ 동경 129° 16′ 22.0″ / 북위 36.836111°  동경 129.272778°
- 원남층군 원남층, 울진군 금강송면 쌍전리 산 150-11
북위 36° 56′ 20.0″ 동경 129° 12′ 52.0″ / 북위 36.938889°  동경 129.214444°

### 평해화강편마암
평해화강편마암(平海花崗片麻巖, Pyeonghae granite gneiss)은 울진군 평해읍과 기성면 동부 해안 지역에 분포하는 고원생대 오로세이라기의 화강편마암이다. 주로 흑운모 화강편마암으로 구성되며 거일리 동부에서는 조선 누층군에 대비되는 후포리층에 의해 부정합으로 덮이며 평해층군을 관입하였다. 정창식 외(2000)은 2093±86 Ma (고원생대 라이악스기~오로세이라기)의 207Pb/206Pb 전암연대를, 장호완 외(2003)는 저어콘 U-Pb 연대측정을 실시하여 1936±21 Ma (고원생대 오로세이라기)의 연대를, 김남훈 외(2009)는 1982±6.3 Ma (고원생대 오로세이라기)의 SHRIMP U-Pb 저어콘 연대를 보고하였다.
평해화강편마암
- 울진군 평해읍 울진대게로 485-5 남서 (이하 동일)
북위 36° 41′ 46.0″ 동경 129° 28′ 16.0″ / 북위 36.696111°  동경 129.471111°
- 북위 36° 41′ 46.0″ 동경 129° 28′ 18.0″ / 북위 36.696111°  동경 129.471667°
- 울진군 평해읍 울진대게로 559 전면 해안 (이하 동일)
- 북위 36° 42′ 06.0″ 동경 129° 28′ 32.0″ / 북위 36.701667°  동경 129.475556°
- 울진군 기성면 구산리 산 8-9 해안 (이하 동일)
- 북위 36° 45′ 56.0″ 동경 129° 28′ 38.0″ / 북위 36.765556°  동경 129.477222°
- 평해화강편마암을 관입한 밝은색 암맥, 울진군 기성면 구산봉산로 213
북위 36° 46′ 02.0″ 동경 129° 28′ 39.0″ / 북위 36.767222°  동경 129.477500°
- 울진군 기성면 구산봉산로 255~261 전면 해안 (이하 동일)
- 북위 36° 46′ 17.0″ 동경 129° 28′ 33.0″ / 북위 36.771389°  동경 129.475833°

### 하다우백질 화강편마암
하다우백질 화강편마암(Hada leuco-granite gneiss, 下茶優白質 花崗片麻巖)은 울진군 기성면 다천리 하다 지역을 표식지로 하여 기성면 정명리, 다천리 북부, 평해읍 오곡리, 매화면 길곡리와 기성면 이평리, 온정면 외선미리의 경계 지역과 후포면 후포리, 평해읍 학곡리의 경계 지역에 소규모 분포하며 대개 동-서 방향으로 원남층군 원남층을 관입하였고 평해화강편마암과의 관계는 점이적이거나 단층으로 접촉한다. 하다우백질 화강편마암은 우백질 화강편마암과 반화강암질(aplitic) 편마암으로 구성되며 대체로 유백색이고 괴상이나 다소 엽리가 발달한다. 또한 원남층 내에서도 페그마타이트질 내지 반화강암질(aplitic)로 나타난다. 김남훈 외(2009)는 1959±28 Ma (고원생대 오로세이라기)의 SHRIMP U-Pb 저어콘 연대를 보고하였다.

### 후포리층
후포리층(厚浦里層, Hupori Formation)은 울진군 평해읍 거일리에서 후포면 후포리까지 거의 남-북 방향으로 분포하는 지층이다. 서측에서는 후포리 단층에 의해 원남층군 및 평해화강편마암과 접하며 동측에서는 평해화강편마암을 부정합으로 덮는다. 후포리층은 회(녹)색 점판암, (암)회색 사암, 백색 규암, 백색과 회색의 석회암과 천매암으로 구성되며 석회암은 결정질, 어란상(Oolitic), 호상, 충식 석회암으로 구분되는데 이는 삼척탄전 지역의 조선 누층군의 암상과 유사해 평해 지질도폭(1963)에서는 후포리층이 조선 누층군에 대비되는 것으로 추정하였다. 후포리층은 많은 단층과 습곡으로 지층이 교란되어 있다. 평해읍 학곡리 동부에서는 주향이 북서 20~45°에 경사는 북동 36~45°이나 후포리 지역에서는 주향이 북서 65~80°에 경사는 남서 25~40°이 된다. 습곡의 축은 북서 방향이며 소규모 단층들은 북동 방향이 우세하다.
후포리층 (후포등기산공원)
- 북위 36° 40′ 49.5″ 동경 129° 27′ 42.0″ / 북위 36.680417°  동경 129.461667°
- 북위 36° 40′ 50.0″ 동경 129° 27′ 40.0″ / 북위 36.680556°  동경 129.461111°
- 북위 36° 40′ 50.0″ 동경 129° 27′ 54.5″ / 북위 36.680556°  동경 129.465139°
- 등기산스카이워크
- 등기산스카이워크 북측 계단
북위 36° 40′ 49.9″ 동경 129° 27′ 53.3″ / 북위 36.680528°  동경 129.464806°

후포리층 (후포리 갓바위)
- 북위 36° 40′ 46.5″ 동경 129° 27′ 57.5″ / 북위 36.679583°  동경 129.465972°

## 봉화군~울진군

### 율리층군
율리층군(栗里層群, Precambrian Yuli group)은 영남 육괴 북동부 강원특별자치도 영월군, 태백시, 경상북도 봉화군, 울진군 지역에 분포하는 선캄브리아기 고원생대의 변성퇴적암 지층이다. 율리층군은 하부의 원남층군을 부정합으로 덮으며 과거 분천화강편마암 위에 부정합으로 퇴적된 것으로 알려졌으나 이후의 연구를 통해 분천화강편마암과 홍제사 화강암에 의해 관입당한 것으로 알려졌다. 편마암, 편암, 천매암 등 퇴적암 기원의 변성암으로 구성된다. 지질도 상으로 강원특별자치도 영월군 김삿갓면, 산솔면 지역에서 나타나기 시작해 영월군 상동읍, 태백시 태백산과 금천동 서부, 경상북도 봉화군 춘양면 북동부, 석포면, 소천면 고선리~현동역~죽미산(908 m), 울진군 금강송면 지역까지 분포한다.
스즈키와 아다치(1994)는 율리층군의 편마암에서 1720±50 Ma (고원생대 스타테로스기)의 모나자이트 CHIME 연대를 보고하였다. 이용일 외(2011)는 강원특별자치도 영월군 상동읍 국도 제31호선 절개지(북위 37° 7′ 3.8″ 동경 128° 45′ 36.3″ / 북위 37.117722°  동경 128.760083° )에서 시료를 채취해 저어콘 U-Pb 연대측정을 실시하였다. 연대 범위는 2177±57 Ma~3520±55 Ma (고원생대 라이악스기~시생누대 고시생대)이고 최고 피크는 2491 Ma (고원생대 시데로스기)이며, 기존 연구 결과와 종합하여 율리층군의 퇴적시기를 약 22~20억 년(2180~2010 Ma, 고원생대 라이악스기~오로세이라기)사이로 추정하였다.
정성우(2022)는 율리층군과 율리층군을 관입한 화성암에 대해 U-Pb 연대측정을 실시하였다. 고선리층 변성암의 저어콘 연대는 1878±5.2 Ma (고원생대 오로세이라기), 각화산층의 207Pb/206Pb 연대는 1849±14 Ma (고원생대 오로세이라기)이며 율리층군을 관입한 페그마타이트의 모나자이트 연대는 1838±5 Ma (고원생대 오로세이라기)로 측정되어, 율리층군의 퇴적시기는 이 사이에 한정된다. 또한 변성 광물은 율리층군이 501~770 °C의 온도 범위와 3.75 kb의 압력 하에서 변성 작용을 받았음을 지시한다.

### 분천화강편마암

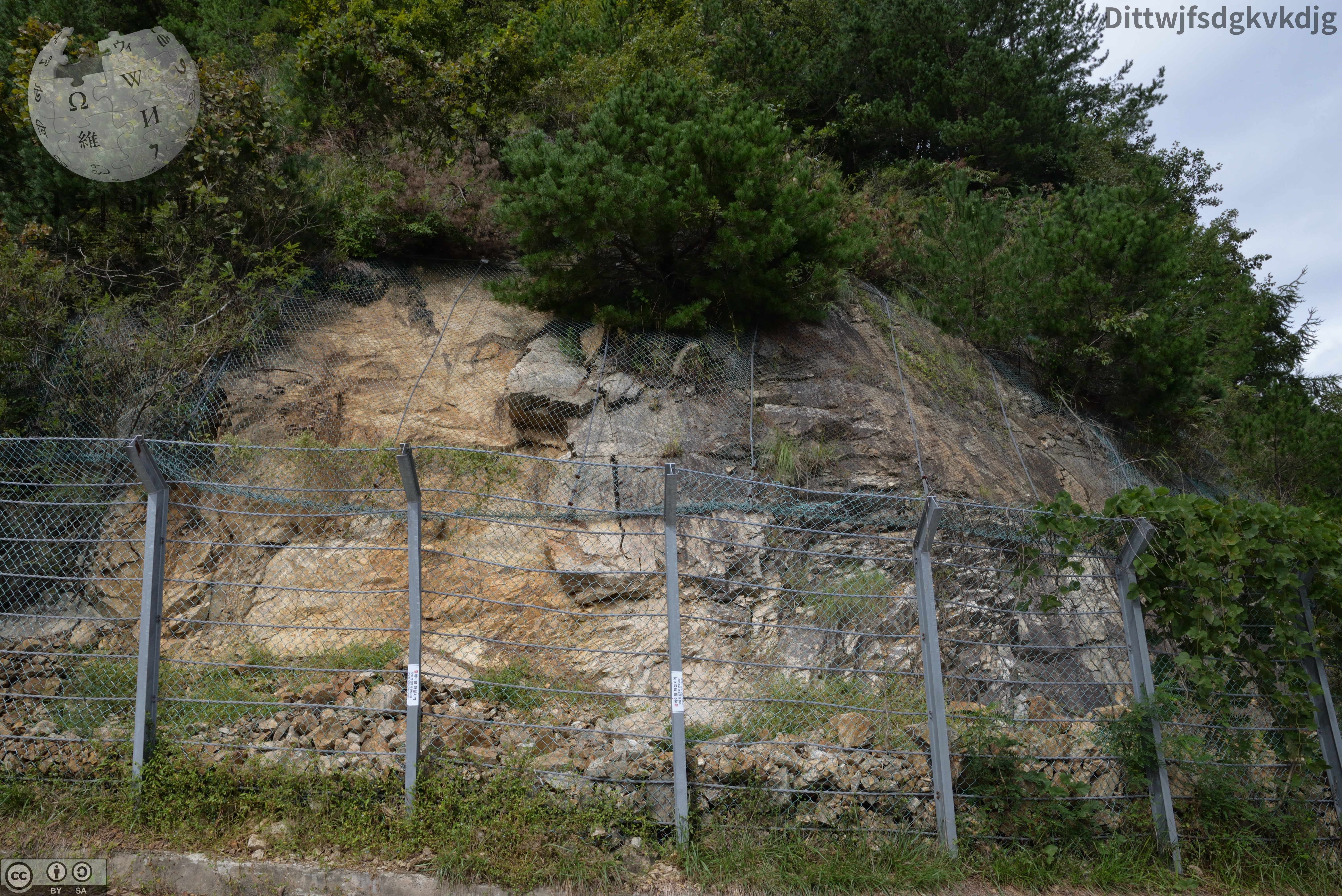
울진군 금강송면 광회리 도로변의 분천화강편마암

분천화강편마암(汾川花崗片麻巖, Precambrian bunchoen granite gneiss)은 대한민국 영남 육괴 내 경상북도 봉화군 소천면 분천리를 표식지로 하여 봉화군 소천면 북동부와 울진군 북서부에 넓게 분포하는 화강편마암이다. 율리층군과 원남층군 원남층을 관입하고 홍제사 화강암에 의해 관입당했으며 분천 화강편마암에 대해 박계헌 외(1993)는 1920±56 Ma의 Pb-Pb 연대를, 정창식 외(2004)는 1911±170 Ma의 Rb-Sr 전암연대 및 1933±54 Ma의 Pb-Pb 연대를, 이석훈(2001)은 1931±78 Ma의 저어콘 CHIME 연대와 1915±26 Ma의 모나자이트 CHIME 연대를, 그리고 장호완 외(2003)는 1963±5 Ma의 저어콘 U-Pb 연대를 보고하였다.

### 홍제사 화강암

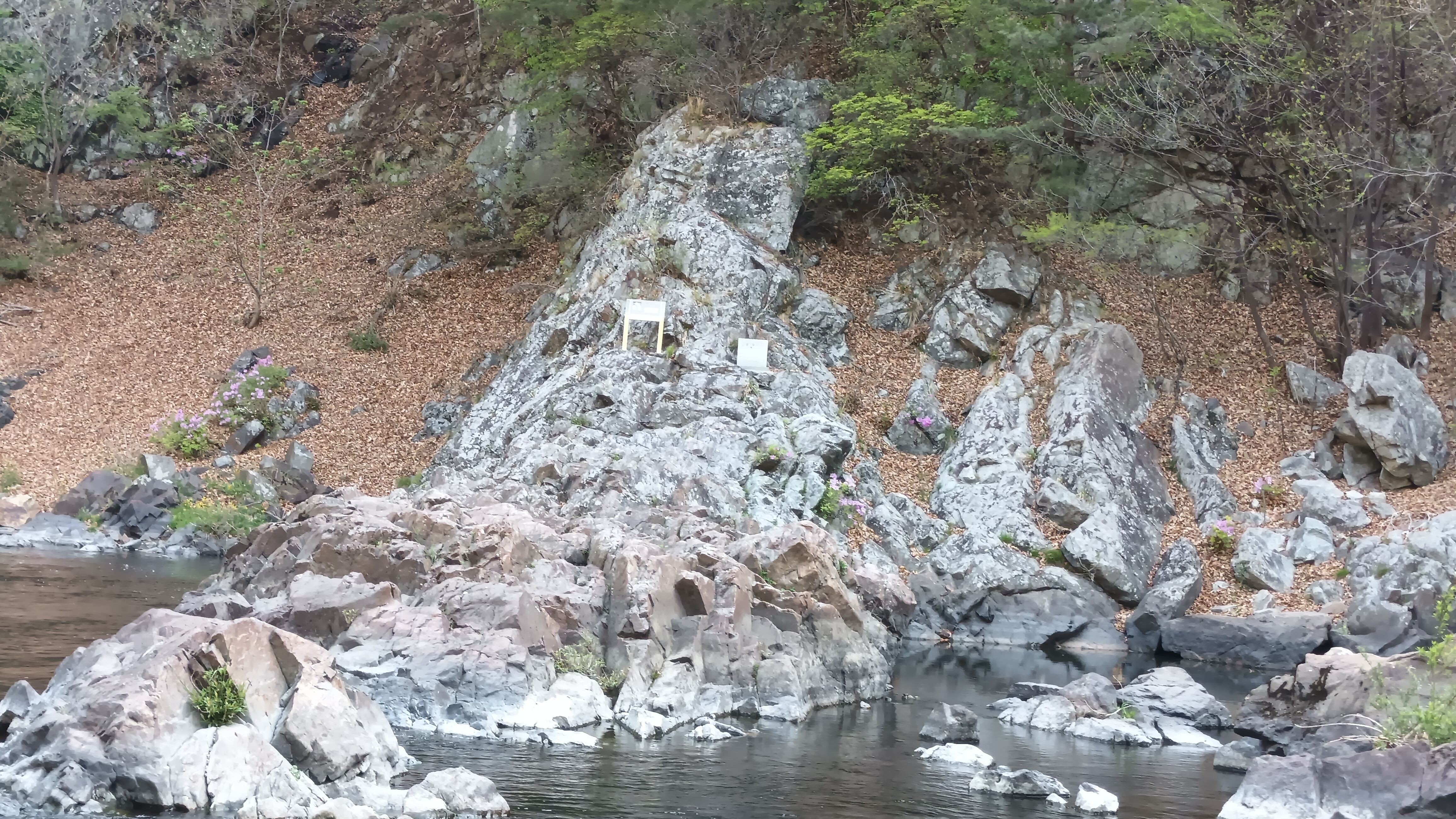
태백시 동점동 홍제사 화강암과 조선 누층군 장산 규암층의 부정합 경계 (꽃이 있는 곳부터 조선 누층군)

홍제사 화강암(洪濟寺 花崗巖, Precambrian Hongjesa granite)은 대한민국 영남 육괴 북동부 강원특별자치도 태백시, 삼척시 남부와 경상북도 봉화군 석포면, 울진군 일대에 분포하는 선캄브리아기의 조립질 화강암이다. 홍제사 화강암에 대해, 윤석규와 실베르만(1979)은 730±22 Ma, 김용준과 이대성(1983)은 칼륨-아르곤 연대 측정으로 1714.2±28.1 Ma, 1825±20 Ma, 730±22 Ma, 홍영국과 최태윤(1986)은 1367±29 Ma, 1235±17 Ma, 1209±26 Ma, 768±11 Ma로 보고하였다.
정창식 외(2004)는 루비듐-스트론튬(Rb-Sr) 전암 연령으로 1919±160 Ma (고원생대 오로세이라기), Pb-Pb 연령으로 1899±200 Ma (고원생대)를 보고하였으며 이호선 외(2010)는 2013 +30/-24 Ma (고원생대 오로세이라기)의 저어콘 U-Pb 연대(LA-ICP-MS)를 보고하였다.

## 영월군고원생대 화성암
영월군 상동읍 지역에는 율리층군을 관입한 고원생대 화강암이 존재한다.

### 농거리 화강암
농거리 화강암(濃矩里 花崗巖, Nonggeori Granite)은 영월군 상동읍 장산 남부 농거리에 발달하는 선캄브리아기 화강암으로 율리층군 고선리층의 규암, 천매암 및 편암 등을 관입한 5×4 km 규모의 마름모꼴 형태의 암주(巖柱)이다. 농거리 화강암은 중립질(일부 세립질)의 함전기석 중립질 복운모 화강암이며, 분포지 서측 율리층군 고선리층과의 인접부에서 전단대가 발달하여 고선리층이 수직에 가까운 층리를 보인다. 농거리 화강암 내에는 규암으로 추정되는 포획물이 드물게 관찰된다. 농거리 화강암의 백운모에 대한 칼륨-아르곤 연대 측정 결과는 운현수와 이대성(1986)이 1732±16~1802±18 Ma (고원생대 스타테로스기~라이악스기)으로 측정하였고 이후 윤현수(1991)에 의해 1736.3±16.5~1776.7±31 Ma (고원생대 스타테로스기)으로 측정되었다.

### 내덕리 화강암
내덕리 화강암(內德里 花崗巖, Naedeokri Granite)은 영월군 상동읍 내덕리에 발달하는 선캄브리아기 화강암으로 율리층군의 규암, 점판암 및 편암 등을 관입한 2.5×2 km 규모의 원형 암주 형태로 분포다. 주요 구성 광물은 석영, 사장석, 정장석, 미사장석, 퍼사이트(perthite), 백운모, 흑운모이며 전기석, 인회석, 석석(錫石), 자류석, 견운모 등이 수반된다. 내덕리 화강암 내에 발달하는 페그마타이트는 두께 ~20 cm 으로 수 매가 관입한다. 세립-중립질 복운모 화강암으로 농거리 화강암보다 대체로 우백질이고 세립질이며 윤현수와 이대성(1986)은 1642±23~1787±19 Ma (고원생대 스타테로스기)의 백운모 K-Ar 연대를, 윤현수(1991)는 1772.9±17.9~1787±19.1 Ma (고원생대 스타테로스기)의 백운모 K-Ar 연대를, 박계헌 외(1993)는 1825±86 Ma (고원생대 오로세이라기~스타테로스기)의 Pb-Pb 연대를 보고하였다.

### 거정질 화강암
거정질 화강암(巨晶質 花崗巖)은 영월군 상동읍 지역에서 율리층군을 주로 암맥 형태로 관입하였고 일부 지역에서는 암상(巖床, sheet) 형태를 보인다. 거정질 화강암 내에서는 가끔 흑운모편암의 포획물이 발견된다. 거정질 화강암의 백운모에 대한 칼륨-아르곤 연대 측정 결과는 1773±18~1805±18 Ma (고원생대 스타테로스기)이다.

## 소백산 지역 (소백산편마암복합체)
영주시 북서부~예천군 북부 지역에는 소백산과 죽령을 중심으로 영남 육괴의 선캄브리아기 암석이 분포하며 북동부로는 율리층군, 남서부로는 문경시의 대가산 편마암으로 이어진다.
소백산편마암복합체(小白山片麻巖複合體, Sobaeksan Gneiss Complex)는 과거 지리산 일대에 분포하는 지리산변성암복합체와 영남 육괴 중앙부에 분포하는 소백산변성암복합체를 통합한 것이다. 영주시 북서부의 소백산 일대에 분포하는 소위 소백산변성암복합체는 편암류, 흑운모 화강암질 편마암, 미그마타이트질 편마암, 반상변정질편마암 등 다양한 암석으로 구성되며, 선캄브리아기 이후 오랜 세월 동안 여러 차례의 광역 변성 작용을 받았다.
소백산편마암복합체

### 미그마타이트질 편마암
소백산편마암복합체 미그마타이트질 편마암 또는 페그마타이트질 미그마타이트는 지질도 상으로 예천군 효자면 북부~단양군 대강면 지역에서 시작해 죽령과 희방사, 소백산 남동부를 지나 영월군 김삿갓면 지역까지 분포한다. 이 암석은 퇴적암 기원 변성암류 분포 지역의 기반을 형성하던 결정편마암이 화강암화작용의 영향을 받지 못하고 미그마타이트화된 것이다. 미그마타이트질 편마암은 호상 편마암의 잔류물을 포함하며 조선 누층군 장산 규암층의 하부 규암에 변질을 가하여 견운모-녹니석편암화 하였다.

### 흑운모 화강암질 편마암
소백산편마암복합체 흑운모 화강암질 편마암 또는 화강편마암은 소백산~연화봉 및 단양군 남동부, 예천군 상리면, 하리면, 용북면, 산북면 지역에 넓게 분포한다. 단양군 가곡면 어의곡리~대강면 성금리 및 문경시 동로면 수평리~산북면 종곡리 지역에서는 조선 누층군 장산 규암층에 의해 부정합으로 덮히며 단양군 대강면 성금리~문경시 동로면 간송리 지역에서는 중생대 백악기 흑운모 화강암에 의해 관입당했다. 선캄브리아기 흑운모 화강암질 편마암과 조선 누층군 장산 규암층과의 관계는 부정합으로 추정되었으나 최근의 연구는 이 경계가 연성 전단 운동에 의한 단층 접촉임을 지시한다. 흑운모 화강암질 편마암의 전암 및 장석과 포획암에 대한 Pb-Pb 연대는 고원생대인 2.16±0.15 Ga의 관입시기를 지시한다.
흑운모 화강암질 편마암은 다른 변성암에 비해 심한 화강암화 작용을 받았으며 흔히 괴상이나 북동 45° 방향의 희미한 엽리상 구조를 보인다. 영주시 풍기읍 전구리~봉현면 두산리 지역에서는 자류석을 많이 함유하며 이는 기원암의 성분 차이에 기인하는 것으로 추정된다. 예천군~문경시 지역에서는 상당히 넓게 분포하며 암석의 경사는 문경시에서 남서 방향이나 북쪽으로 가면서 점차로 북동 방향으로 변한다. 영주시 봉현면 한천리 천부산(852 m) 지역에서는 흑운모를 주로 하는 고철질(Mafic)대와 석영 및 장석으로 구성된 규장질(Felsic)대가 교호하며, 예천군 효자면 용두리 원용두와 동로면 석항리 눌기 지역에서는 잔류물(Relict)로 추정되는 암흑색 치밀암이 자갈 형태로 곳곳에 분포한다. 예천군 상리면 도촌리와 은풍면 우곡리 지역에서는 자류석이 특징적으로 포함되며 근청석, 정장석, 각섬석 등을 수반한다.
문경시의 흑운모 화강암질 편마암
- 국도 제59호선 도로변의 편마암 노두, 문경시 산북면 대하리 (산북면 윗한두리길 21 부근)
북위 36° 39′ 58.9″ 동경 128° 15′ 47.9″ / 북위 36.666361°  동경 128.263306°
- 흑운모 화강암질 편마암을 관입한 암맥, 문경시 산북면 이곡리 지방도 제923호선 도로변
북위 36° 41′ 15.2″ 동경 128° 15′ 19.2″ / 북위 36.687556°  동경 128.255333°
- 왼쪽 노두의 근경
북위 36° 41′ 16.2″ 동경 128° 15′ 19.5″ / 북위 36.687833°  동경 128.255417°

### 다리안 부정합
다리안 부정합(Darian Umconformity, ―不整合)은 충청북도 단양군 단양읍 천동리 다리안[橋內] 계곡 내 드러난 부정합 지질구조이며 단양 유네스코 세계지질공원(단양지질공원)의 지질명소이다. 선캄브리아기의 조립질 화강편마암과 고생대의 조선 누층군 장산 규암층이 16억 4천만년의 시간 간격을 가지며 부정합으로 접하는 지질학적으로 중요한 노두이다.
선캄브리아기 화강편마암과 조선 누층군 장산 규암층의 층리면은 서로 평행해 과거에 부정합으로 해석되었으나 장산 규암층의 기저부의 역들이 주로 규암의 역이고 두 암석의 접촉부를 따라 약 20~30 cm 두께의 천매압쇄암(phyllonite)으로 구성된 단층암이 존재하며 접촉면상에 수평의 단층조선이 관찰되어 오늘날 두 암석의 접촉부는 우수향 주향 이동 단층으로 해석된다. 이러한 전단 운동의 결과로 옥동 단층이 형성되었으며, 이는 선캄브리아기와 캄브리아기 지층의 경계이자 한국의 지체구조구 중 영남 육괴와 옥천 습곡대의 경계 단층으로 해석된다.

### 영주 화강암
영주 화강암(榮州 花崗巖, Yeongju Granite), 또는 영주 저반(榮州 底盤, Yeongju Batholith)은 영남 육괴 북동부 영주시 일대에 위치한 저반형 중생대 화강암으로 분포 면적이 약 1,180 km2에 달하는 대규모 암석이다. 흑운모 화강암, 반상편마상화강암 등 여러 가지 조성의 암석으로 구성되어 있어, 마그마에서 분화 과정이 반복적으로 일어난 것으로 추정된다.
황상구 외(1999)는 영주 저반을 부석, 춘양, 장수 3개 심성암체와 6개 암상으로 구분하고 칼륨-아르곤 연대 측정을 실시하였다. 부석 심성암체는 약 1,0002의 면적을 차지하며 각섬석 흑운모 토날라이트(171.7±3.2 Ma, 쥐라기 바조시안~알레니안), 반상 흑운모 화강섬록암(166.7±3.1 Ma, 쥐라기 중기 바토니안~바조시안), 등립상 흑운모 화강섬록암(162.3±3.1 Ma, 쥐라기 중기 칼로비안~바토니안), 흑운모 화강암(167.1±3.1 Ma, 쥐라기 중기 바토니안~바조시안)으로 구성된다. 부석암체 중 토날라이트에서 엽리가 가장 뚜렷하게 나타나며 특히 부석 심성암체의 남측 경계인 예천전단대 부근에서는 전단대에 평행하게 북동 30~80°, 북서 50~70°의 압쇄엽리를 나타낸다. 부석 심성암체 내에는 변성암의 포획암이 나타난다.
영주 화강암은 영남 육괴 내에서도 지질학적으로 중요한 저반이나 보고된 연대측정 결과는 다르다. 진명석과 장보안(1999)은 220±20 Ma (트라이아스기~쥐라기 전기)의 Rb-Sr 연대와 185.4±3.5 Ma (트라이아스기 토아르시안~플리엔스바치안)의 K-Ar 연대를 보고하였다. 박계헌 외(2006)는 영주시 평은면 오운리 지방도 제915호선 도로변(북위 36° 44′ 21″ 동경 128° 43′ 28″ / 북위 36.73917°  동경 128.72444° )에서 표품을 채취하여 U-Pb 연대측정을 실시하였다. 표품은 조립질이고 부분적으로 엽리가 발달하며 각섬석이 비교적 많은 화강섬록암질 암석이다. 238U/208Pb 연대는 171.3±2.3 Ma(트라이아스기 바조시안~알레니안)이며 앞서 진명석과 장보안이 보고한 Rb-Sr 연대는 잘못된 것으로 추정하였다.

## 문경시~상주시

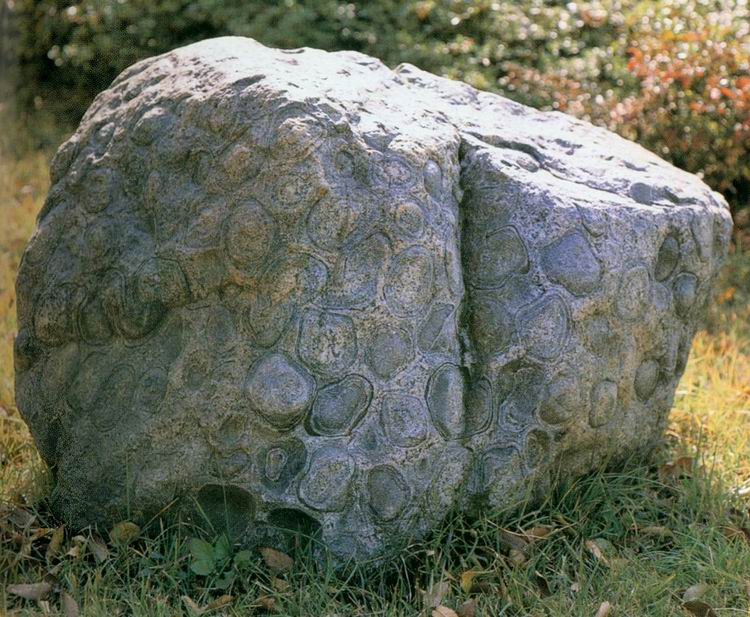
상주 운평리 구상화강암

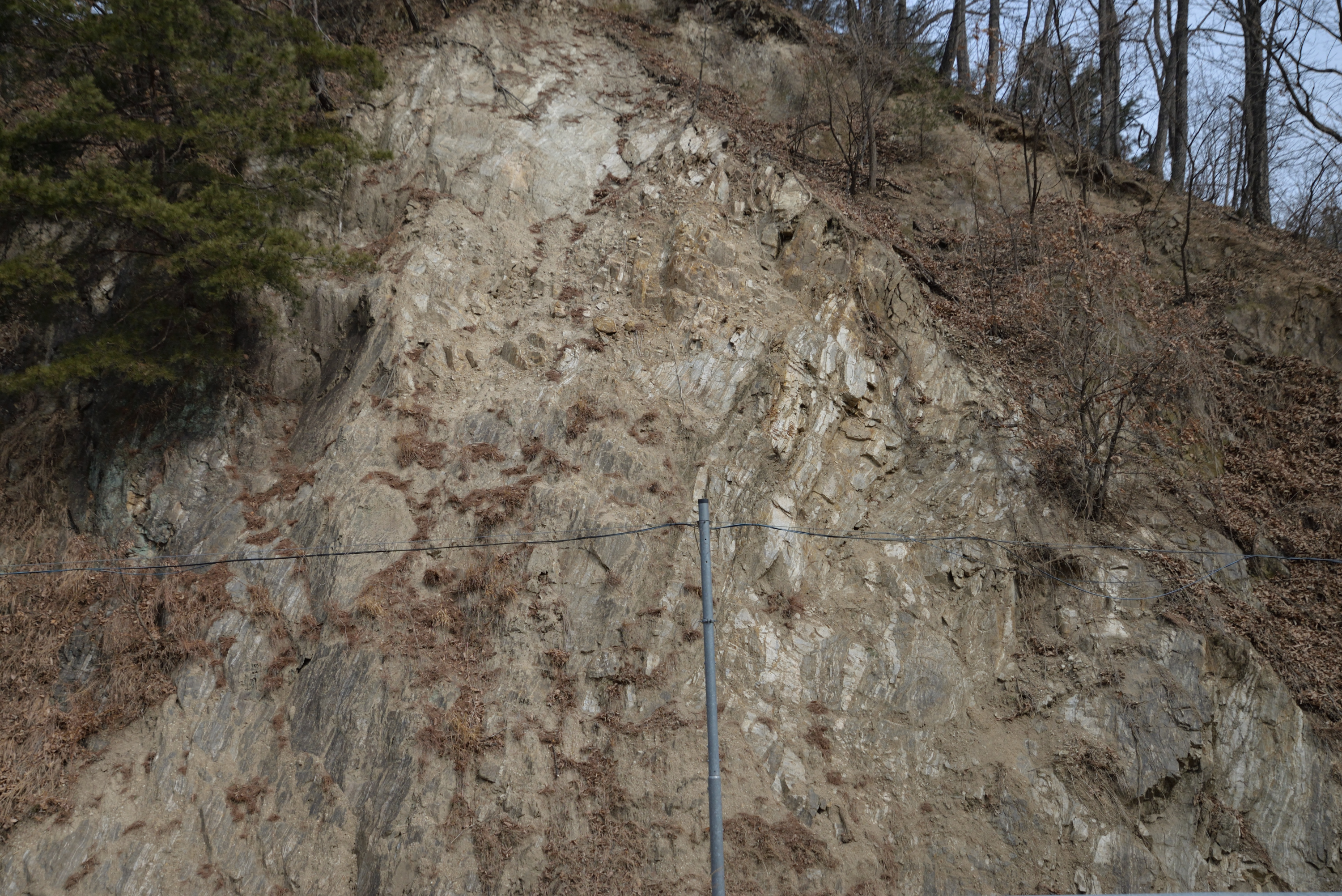
상주시 외서면 가곡리 우산로(지방도 제997호선) 도로변의 준편마암류 흑운모호상 편마암

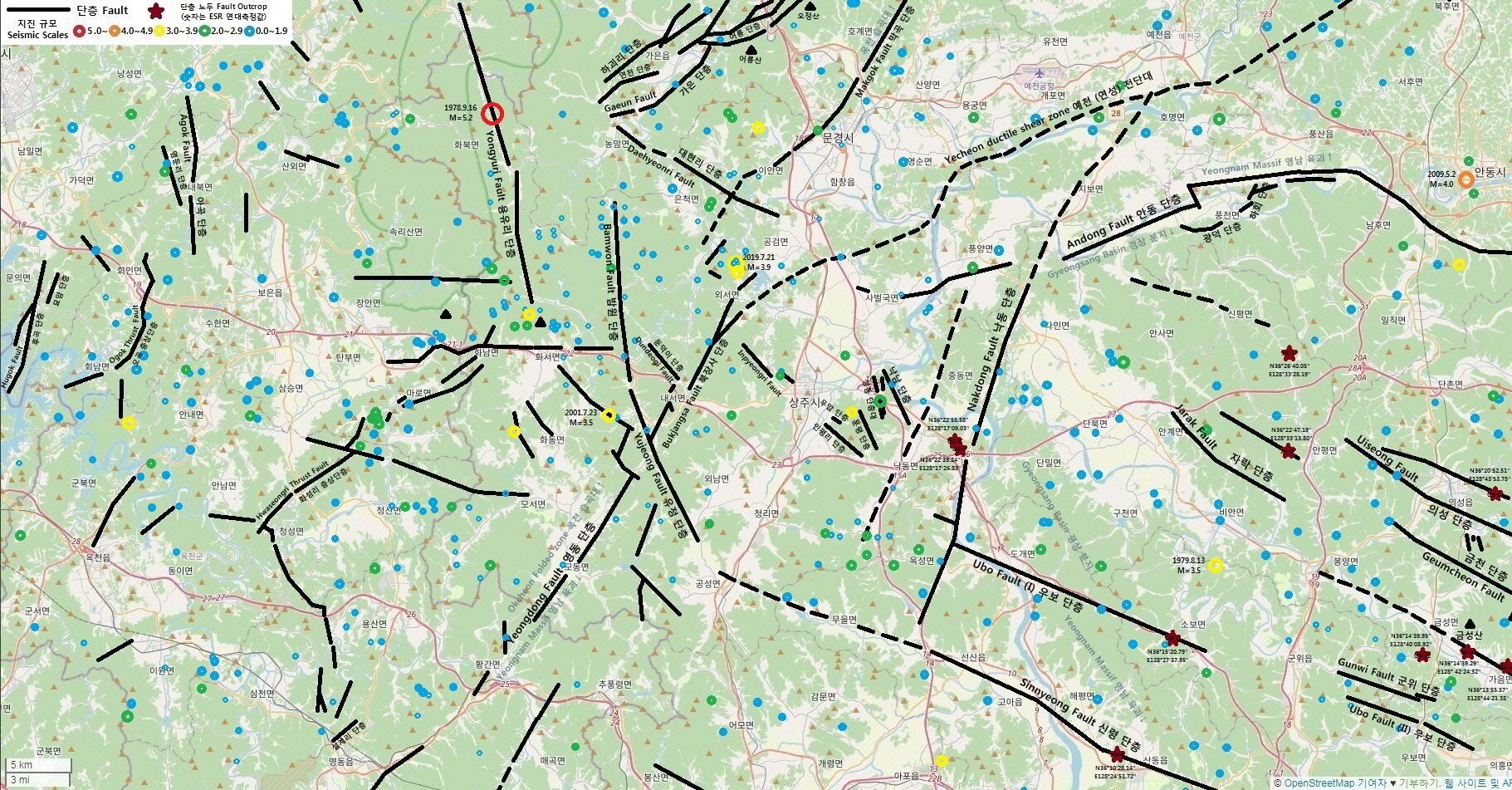
상주시~영동군 지역 지진과 영남 육괴, 영동 단층

영남 육괴는 상주시 북부~문경시 점촌 지역에서 폭이 10 km 정도로 가장 좁아지며 남쪽으로 가면서 다시 넓어진다.

### 대가산 편마암
대가산 편마암(Daegasan Mt. Gneiss)은 상주시 이안면 흑암리 소재 대가산(325 m)을 중심으로 상주시 공검면 예주리에서 대가산, 새잼이산(168 m), 매봉산, 돈달산(273 m), 문경시 호계면 구산리, 월방산(360 m), 비조산(308 m), 왕의산(342 m), 봉화산(336 m)을 거쳐 예천읍 백전리 지역까지 북동-남서 및 동-서 방향으로 분포하는 편마암이다. 화강암질편마암과 호상 편마암으로 구성되며 양자는 점이적으로 화강암화작용(Granitization)의 정도에 따라 분화된 것으로 추정된다. 화강암질 편마암은 균일한 암상을 보이며 주향 북동 30~60°, 경사 북서 40~70° 방향의 엽리가 발달한다. 호상 편마암은 흑운모-석영-장석 편마암과 백운모(-규선석) 편암으로 구성된다.

### 상주 준편마암류
상주시 준편마암류는 편암류들이 심한 화강암화(化)작용에 의해 생성된 암석으로, 상주 지질도폭(1969)에서 흑운모화강암질편마암, 담홍색가리장석화강암, 각섬석화강암질편마암(Honblend granitic gneiss), 복운모화강암질편마암, 애풀라이트질편마암, 미그마타이트질 편마암(Migmatitic gneiss), 흑운모 호상 편마암, 각섬성 호상 편마암(Honblend banded gneiss)으로 분류하였다. 북장사 단층을 경계로 하여 본 암류의 분포 양상이 다르게 나타나는데, 단층 동부에서는 동쪽(즉, 상주시청 방면)으로 갈수록 화강암화의 정도가 높은 화강암질 편마암으로 점이되며 그 분포에 있어서도 어느 정도 규칙적인 양상을 보이나 북장사 단층 서부에서는 동부에서 볼 수 없었던 복운모 화강암질 편마암이 넓고 불규칙하게 분포하고 있다. 이들 편마암류들의 경계는 점이적이며 분명하지 못하다.

## 영동군~성주군
영동군에서 성주군까지의 지역은 흑운모 편마암을 비롯한 편마암 복합체가 넓게 분포하며 곳곳에 화강암과 화강섬록암이 관입해 있다. 이 편마암 복합체는 편마암, 반상변정질 편마암, 화강편마암 등 다양한 종류의 변성암이 섞여 있어 옥산동(1989) 및 김천 지질도폭(1989)에서는 이들 암상을 따로 구분하지 않고 편마암 복합체(영남변성암복합체)로 기재하였으며 무주(1980)·무풍(1969) 및 설천 지질도폭(1968)에서는 이를 흑운모 편마암과 세립/조립 화강편마암으로 구분하였으나 이들은 모두 지질도 상으로 연속되는 단일 암체이다.

### 영동 분지와영동 단층
영동 분지(永同 盆地, Yeongdong Basin)는 충청남도 영동군 일대, 옥천 습곡대와 영남 지괴의 경계에 위치한 북동-남서 방향의 퇴적 분지로, 영동군 영동읍과 모동면, 상주시 화서면 일대에 분포하는 중생대 백악기의 육성(陸成) 퇴적층 영동층군(永同層群, Yeongdong Group)으로 구성된다. 영동 분지는 옥천대(옥천 습곡대)와 영남 지괴 사이에 발달한 주향 이동 단층 영동 단층(永同 斷層, Yeongdong Fault)에 의해 형성된 주향이동 분지로, 영동 분지 남동부에 위치한 영동 단층은 옥천대와 영남 육괴의 경계를 형성한다. 영동 지질도폭(1986)에 의하면 영동 단층은 영동읍 주곡리, 황간면 서송원리, 마산리, 난곡리, 상주시 모동면 이동리까지 북동 45°주향으로 발달하며 영동 분지를 형성한 인장 단층(Extention Fault)의 하나로서 북서쪽으로 고각 경사한다. 수직 변위량이 큰 영동 단층은 일종의 파쇄대로서 지표에 나타나는데 이는 주향 이동성 단층계의 운동에 기인한 것이다. 영동 분지 내 선상지와 부정합이 인지되었는데 이는 영동 단층의 운동에 기인한 것이다.

### 편마암 복합체 (영남변성암복합체)
김천시~구미시 지역의 편마암류는 옥산동 지질도폭(1989)에서 영남변성암복합체, 김천 지질도폭(1989)에서 편마암 복합체로 명명되었으며 영동군의 흑운모 편마암과 세립화강편마암으로 이어진다. 이 암석은 김천시 대항면, 어모면, 감문면, 구미시 무을면 지역에 넓게 분포하며 편마암, 반상변정질 편마암, 메타텍틱편마암, 안구상 편마암, 우백질 편마암, 각섬석 흑운모 화강편마암 등이 교호하거나 혼재되어 있고 각섬암(amphibolite)과 운모편암 등이 협재된다. 또한 곳곳에서 화강암, 반화강암, 석영반암 등의 암맥이 관입해 있다. 엽리의 주향은 북동(일부 북서) 방향, 경사는 북서(일부 북동, 남동) 방향 내지 수직이다.

### 흑운모 편마암 (영동군)

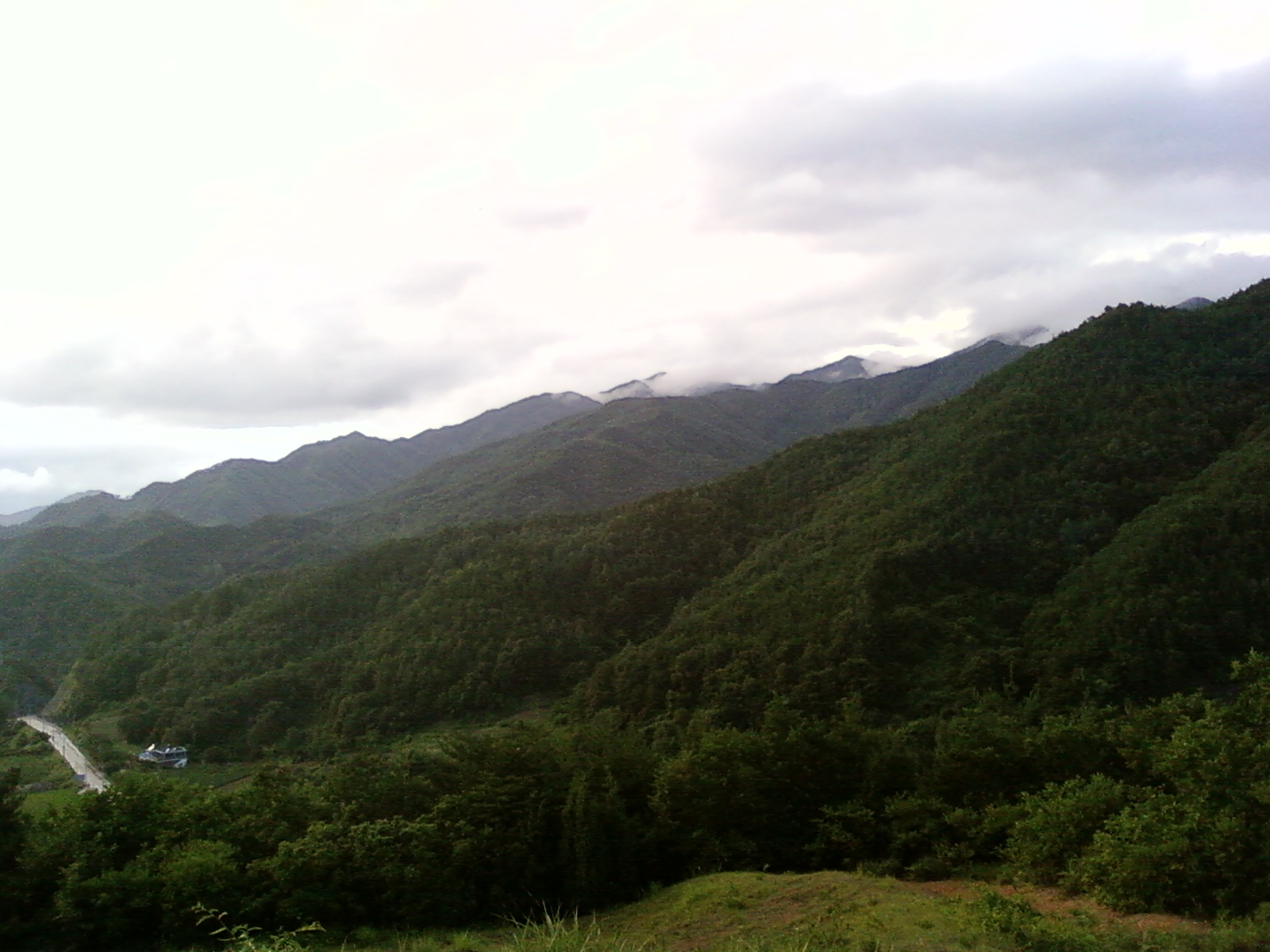
흑운모 편마암으로 구성된 민주지산

영동군 지역의 흑운모 편마암(Biotite gneiss)은 영동군 용화면, 민주지산, 상촌면, 황악산 지역에 넓게 분포하며 상주시 모동면과 김천시의 편마암 복합체로 이어진다. 일반적으로 조립질로서 사질 및 니질 기원의 암석으로 추정된다. 흑운모 편마암은 현미경 하에서 운모와 석영의 배열로 엽리 구조가 잘 발달한다. 엽리의 주향은 북동 30~68°, 경사는 북서 20~80°이고 드물게 수직 내지 남동 방향의 경사가 나타난다. 주요 구성 광물은 석영, 정장석, 사장석, 흑운모 및 백운모이며 부수적으로 미량의 탄산염류 및 견운모가 수반된다. 영동군 용화면 용강리 부근과 여의리 일대에서는 가끔 소량의 사질암, 규암, 흑연 등이 렌즈상으로 협재된다. 영동군 학산면 학산리 부근 석회암 내에 교상 편마암 또는 편암류가 부분적으로 협재된다.

### 세립질 화강편마암 (김천시)
세립질 화강편마암(Fine-grained granitic gneiss)은 김천시 대항면 주례리에서 호초당산(893 m), 구성면 마산리, 부항면 희곡리 지역까지 분포하며 동측은 김천시의 편마암 복합체로 이어진다. 화성 기원의 편마암이며 대부분 북동 주향에 남동 경사를 보이는 엽리가 발달하고 부항면 지역에서는 습곡이 발달한다. 석영, 사장석, 미사장석, 정장석, 흑운모 등으로 구성되며 백운모와 자철석을 수반한다.

### 화강편마암 (영동군~무주군)
영동군 황간면~무주군 부남면 지역에 영동 단층을 따라 북동-남서 방향으로 발달하는 조립화강편마암 또는 화강암질 편마암은 우백질이며 반화강암 내지 우백질 화강암과 같은 형태이다. 편리는 미약하며 주변의 흑운모 편마암의 엽리 방향과 비슷하여 북동 60° 주향에 북서 60~70°로 경사한다. 주요 구성 광물은 석영, 사장석, 미사장석, 정장석, 백운모, 흑운모이며 자철석 등이 수반된다. 영동군 양강면 만계리 내만 부근에서는 가끔 소량의 호상 흑운모 편마암의 포획체가 발견된다. 영동군 학산면 학산리 노루목과 학산리 마살 부근에서는 각섬석을 다량 포함하며 무주군 무주읍 오산리 백하산(633 m) 남부에서는 국지적으로 백운모가 많아진다. 무주군 무주읍 오산리 지역의 화강편마암 중에는 무주 오산리 구상화강편마암이 발견되어 대한민국의 천연기념물 제249호로 지정되었다.

### 화강편마암 (구미시~합천군)
구미시~합천군 지역에 분포하는 화강암질 편마암(화강편마암)은 김천시 아포읍에서 구미시, 칠곡군, 성주군을 지나 고령군 덕곡면과 합천군 야로면 지역까지 이어지며 경상 분지의 중생대 백악기의 퇴적암 지층 경상 누층군 낙동층에 의해 직접 부정합으로 덮힌다.
김천시, 구미시, 칠곡군 지역에서는 주로 엽리의 발달이 미약한 화강암질 편마암으로 구성되나 국지적으로 호상 흑운모 편마암, 안구상 편마암, 반상변정 편마암 및 석회암이 협재된다. 화강암질 편마암은 중립질로서 석영, 장석 및 소량의 흑운모로 구성되며, 보통 괴상(塊狀)이나 석영 및 장석립들이 신장되어 미약한 편리를 보여주기도 한다. 성주군 초전면 북부 지역에서는 배사 습곡 구조가 발달한다.
고령군 덕곡면~미숭산(755 m)~합천군 야로면 지역의 화강암질 편마암은 낙동층에 의해 경사 부정합으로 덮히며 김천-구미 지역과 달리 주향 북동 40~50°, 경사 북서 70~80° 방향의 뚜렷한 편리(片理)를 보인다. 화강암질 편마암 하부에는 2~7 m 폭의 회백색 결정질 석회암 내지 석회규산염암이 협재되어 구정 지질도폭(1970)에서는 퇴적 기원의 암석으로 추정하였다.

### 성주군포천계곡과무흘구곡
성주군 서부 지역에는 메타텍틱편마암, 우백질 화강편마암, 반상변정질 편마암 등이 분포한다. 이들의 관계는 점이적이며 엽리가 발달한다.
포천계곡의 메타텍틱편마암
- 캠퍼벨리펜션 전면 하상 북위 35° 52′ 19.0″ 동경 128° 07′ 59.0″ / 북위 35.871944°  동경 128.133056°
- 북위 35° 52′ 16.0″ 동경 128° 06′ 57.0″ / 북위 35.871111°  동경 128.115833°
- 북위 35° 52′ 08.5″ 동경 128° 06′ 56.5″ / 북위 35.869028°  동경 128.115694°
- 포천관광농원 북위 35° 52′ 22.0″ 동경 128° 07′ 13.0″ / 북위 35.872778°  동경 128.120278°

무흘구곡
- 무학대
- 무흘구곡 우백질 화강편마암, 성주군의 지질
- 무흘구곡 제4경 선바위, 우백질 화강편마암
- 무흘구곡 선바위 지역 계곡
- 성주 사인암 전경 북위 35° 54′ 20.0″ 동경 128° 03′ 33.0″ / 북위 35.905556°  동경 128.059167°
- 반상변정 편마암을 관입한 염기성암맥

## 덕유산지역 (무진장~합천군)

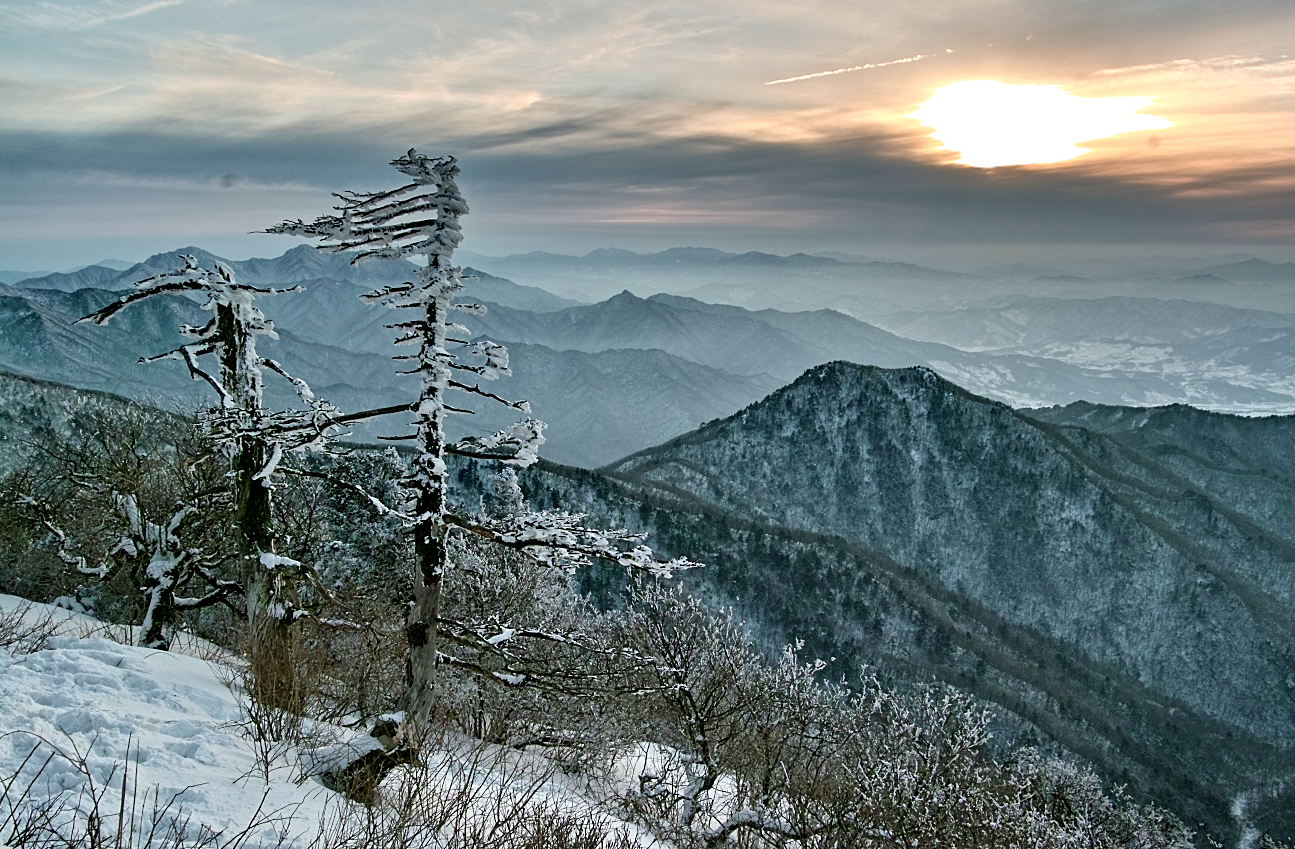
덕유산

무진장에서 거창군을 지나 합천군에 이르는 지역에는 대부분 화강암이 관입해 있어 선캄브리아기 암석이 불연속적으로 분포한다.

### 무진장
용담호에서 덕유산과 남덕유산에 이르는 지역에는 변성퇴적암 용포리층과 화강암질 편마암(화강편마암), 반상변정화강암질 편마암, 흑운모 편마암이 분포한다. 장기리 지질도폭(1969)에서는 해당 지역의 선캄브리아기 암석을 영남 육괴 북동부 원남층군에 대비하였으며 장기리(1969)·무풍(1970)·거창 지질도폭(1970)에서는 덕유산 지역에 분포하는 편암을 덕유산층이라 명명하였다.
무주 지역의 선캄브리아기 암석은 대부분 편마암 계열이며 이들 중에 편암 계열의 변성퇴적암 지층인 괴목리층, 용포리층, 덕유산층이 소규모로 분포한다. 괴목리층은 무주군 적상면 괴목리를 표식지로 하여 편마암류 내에 잔류하는 결정편암류 지층으로 결정질 석회암과 녹니석-흑운모편암, 흑운모-각섬석편암, 규암으로 구성된다. 용포리층은 진안군 용담면 일대에 분포하는 변성암으로 니질퇴적원과 사질퇴적원의 호층이며 화강암질 편마암, 흑운모-녹니석 편암, 운모질규암, (장석-)석영 편암, 석영-흑운모 편암, 흑/백운모 편암, 백색 규암, 천매암질편암, 석회질편암, 각섬석편마암 및 각섬편암 등 여러 편암류로 구성된 복합체이다.
덕유산층은 장기리 지질도폭(1969)을 조사한 이대성, 남기상, 양교수에 의해 명명되었으며 덕유산 고지대를 따라 분포한다. 천매암질암, 석영운모 편암, 암녹색~흑색 천매암, 반상변정편암, 장석-석영편암, 흑운모편암 및 흑운모의 반점을 포함하는 점문편암류로 구성된다. 설천면 지역에서는 배사 습곡 구조로 인해 화강편마암과 덕유산층이 반복해서 드러나 있다.
장계-장수 지역에 분포하는 변성화강암의 관입 시기는 1,995~1,990 Ma로 알려져 있으며, 흑운모 편마암의 최소퇴적연령은 1,975 Ma이고 변성 시기는 1,860 Ma로 알려져 있다(조등룡과 김유봉, 2003).

### 거창군~합천군
거창군~합천군 지역은 중생대 화강암 거창 화강암의 관입으로 선캄브리아기 편마암의 분포가 단절되며 조립질/세립질 화강편마암, 반상변정 편마암, 흑운모 대상편마암, 흑운모 편마암, 미그마타이트질 편마암, 대상편마암 및 화강편마암 등으로 분류된다. 합천군 묘산면~야로면의 미그마타이트질 편마암 또는 "대상편마암 및 화강편마암"은 화강편마암, 호상편마암, 각섬석편마암, 사암의 혼펠스, 석회암 및 석회규산염암 등으로 구성되며 원래 퇴적암이었고 나중에 화강암화작용을 받은 것으로 해석된다.
합천군 북서부 합천호 지역에는 편마암상의 화강암, 섬록암질암, 섬장암 등이 분포하는데 이들은 영남 육괴에 포함되나 합천 지질도폭(1968)에서는 선캄브리아기가 아닌 시대 미상의 암석으로 분류되었다. 편마암상화강암은 매우 우백질이며 대부분 괴상(일부 편상)이고 선캄브리아기 편마암을 관입하였으며 경상 누층군 낙동층에 의해 부정합으로 덮힌다. 편마암상섬록암질암은 편마암과 점이적인 관계이며 흔히 편리를 가진다. 편마암상섬장암은 대한민국에 드물게 분포하는 섬장암으로 마그마 기원의 심성암이며 주향 북동 67°, 경사 남동 28° 방향의 희미한 편리가 나타난다.
거창군 건계정 지역의 흑운모대상편마암
- 건계정 약수터

합천군의 선캄브리아기 편마암
- 선캄브리아기 대상편마암 및 화강편마암, 합천군 야로면 덕암리 국도 제26호선 도로변
북위 35° 40′ 33.0″ 동경 128° 10′ 51.0″ / 북위 35.675833°  동경 128.180833°
- 선캄브리아기 대상편마암 및 화강편마암, 합천군 야로면 덕암리 국도 제26호선 도로변
- 선캄브리아기 대상편마암 및 화강편마암, 합천군 야로면 청계리 (도로명주소: 고령군 쌍림면 산당청계길 118 전면 하상)
- 선캄브리아기 대상편마암 및 화강편마암, 합천군 야로면 청계리 구 88올림픽고속도로 도로변
- 선캄브리아기 대상편마암 및 화강편마암, 합천군 야로면 청계리 구 88올림픽고속도로 도로변
- 선캄브리아기 대상편마암 및 화강편마암, 합천군 야로면 청계리 산당청계길 도로변
- 선캄브리아기 대상편마암 및 화강편마암, 합천군 야로면 청계리 (도로명주소: 합천군 야로면 산당청계길 136 전면 하상)

합천군의 '시대 미상'의 암석
- 가야산 상왕봉의 회장암
- 상왕봉 정상
- 황계폭포 부근 편마암상섬장암
북위 35° 30′ 41.1″ 동경 128° 04′ 13.3″ / 북위 35.511417°  동경 128.070361°
- 황계폭포와 편마암상섬장암
북위 35° 30′ 44.6″ 동경 128° 04′ 13.3″ / 북위 35.512389°  동경 128.070361°
- 함양울산고속도로 건설현장의 편마암상섬장암 노두, 합천군 용주면 황계리
북위 35° 31′ 03.0″ 동경 128° 03′ 55.0″ / 북위 35.517500°  동경 128.065278°
- 편마암상섬록암질암, 합천군 용주면 가호리 산 118-4 합천호수로 도로변
- 황매산과 섬장암

## 지리산지역 (함양군~남해안)

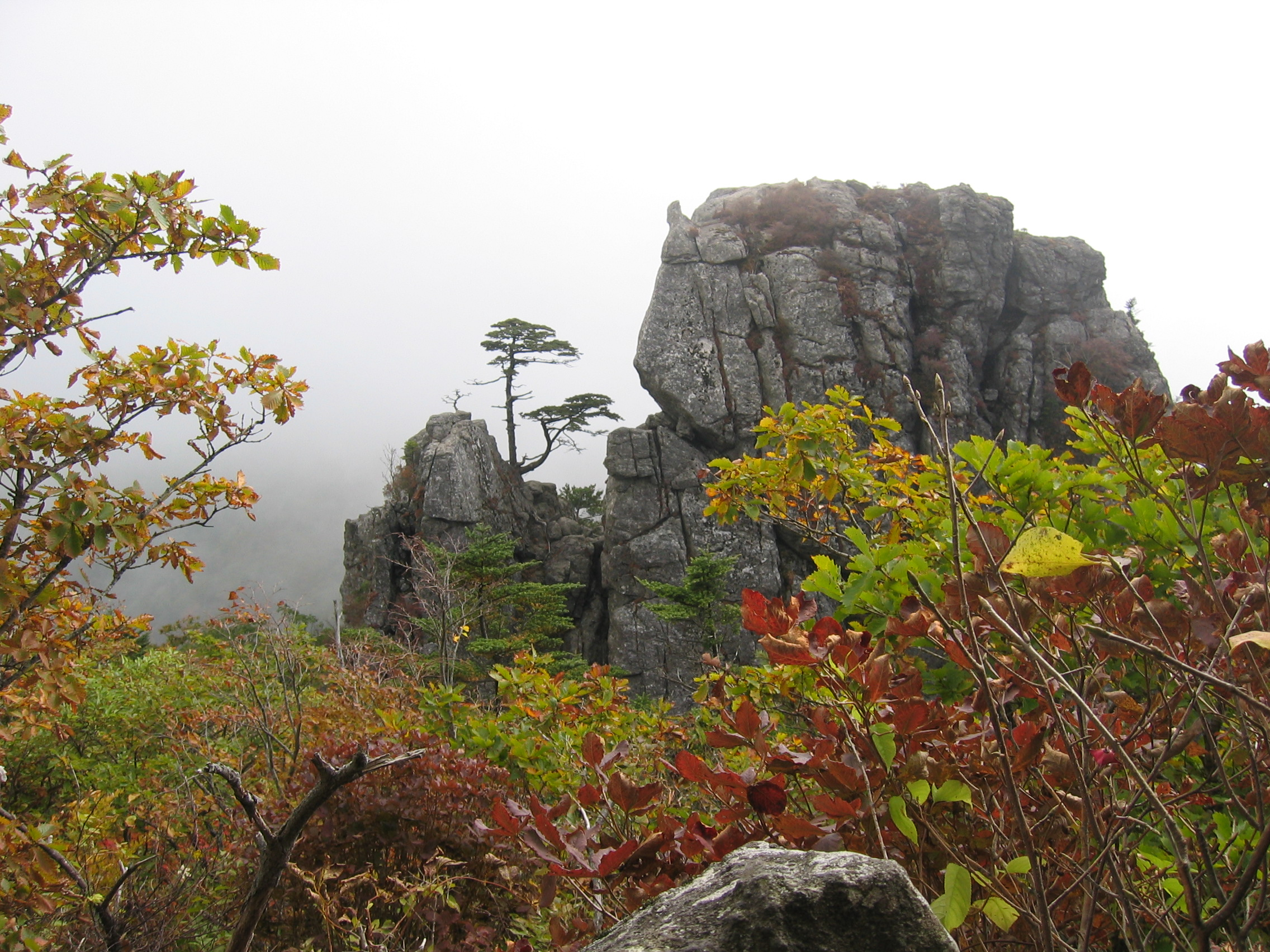
선캄브리아기 편마암으로 구성된 지리산

지리산 지역은 영남 육괴의 남서부에 해당하며 선캄브리아기의 편마암류와 이를 남-북 방향으로 관입한 고원생대의 하동-산청 회장암체로 구성된다. 지리산 지역 북서부 남원시와 서부 광주광역시 지역에는 중생대 쥐라기의 남원 화강암이 관입해 있으며, 남서부 화순군 지역에는 화순탄전의 고생대 평안 누층군이, 동부 진주시~광양시 지역에는 경상 분지의 경상 누층군이 분포한다. 선캄브리아기 편마암의 분포는 전라남도 보성군, 고흥군 지역까지 연속되며 그 이후에는 중생대 백악기의 화산암이 분포한다.
지리산 지역 선캄브리아기 기반암은 화강암질 편마암(화강편마암), 페그마타이트/미그마타이트질(혼성암질) 편마암, 반상변정편마암 등으로 구성된다. 이들 암석은 운봉(1968), 산청(1970), 창평(1966), 구례(1983), 화개(1970), 단성(1968), 동복(1966), 괴목(1993), 하동(1989), 진교(1965), 능주(1966), 복내(1966), 순천(1989), 광양(1989), 남해(1989), 보성(1968) 지질도폭에서 지리산국립공원~구례군 지역의 혼성페그마타이트질편마암, 미그마타이트질 편마암, 화강암질 편마암, 반상변정편마암, 곡성군 지역의 호상 편마암과 혼성암질(미그마타이트질) 편마암, 하동군~광양시 지역의 반상변정질 편마암, 산청군~하동군 지역의 회장암(하동-산청 회장암체)와 메타텍틱편마암과 각섬석 편마암, 우백화강암질편마암, 구례군에서 순천시 북서부 주암호 지역을 지나 화순군, 장흥군, 보성군 지역으로 이어지는 화강암질 편마암, 순천시~보성군 지역의 반상변정화강암질 편마암(반상변정편마암) 등으로 분류되었다.

지리산을 구성하는 이들 암석들은 약 20억년 전, 컬럼비아 초대륙이 형성되던 시기에 퇴적된 후 컬럼비아 초대륙 형성과 관련된 조산 운동에 의해 지하 15~20 km 깊이의 하부 지각 속에 매몰된 것으로 추정된다. 고온과 고압 환경 속에서 고도의 변성 작용과 부분적인 용융 작용으로 호상 편마암, 화강암질 편마암(화강편마암), 미그마타이트질 편마암, 규장질 편마암 등이 형성되었다. 조산 운동이 끝난 후 18~19억년 전 맨틀 기원의 고철질 마그마가 관입하여 하동-산청 회장암체 등을 형성시켰고, 이후 오랜 지질시대를 거치며 융기와 침식 작용으로 약 1억 4천만년 전 지표로 상승하였고 지리산 지역의 동쪽에서 경상 분지의 기반암이 되었으며 이후에도 끊임없는 침식과 풍화 작용을 받아 오늘날에 이른다. 이러한 지질학적 과정으로, 송용선과 박계헌(2017)은 지리산을 지각 깊은 곳을 들여다보는 창문이라 평하였다.

### 절대연령
지리산 지역 편마암에 대한 연대 측정 결과를 종합해 보면 약 2.12 Ga와 1.98~1.89 Ga 두 시기에 화강암의 관입이 있었으며, 후기 화강암류의 관입 시기 전후에 쌓인 퇴적암들이 이들 화강암류들과 동시에 약 1.87~1.86 Ga 시기에 변성작용을 받았을 것으로 추정된다. 투렉과 김정빈(1996)은 구례군 지역 구례화강편마암의 관입 시기를 2120~2113 Ma (고원생대 라이악스기), 반상변정질 화강편마암의 관입 시기를 1945~1890 Ma (고원생대 오로세이라기), 차일봉 화강암의 관입 시기를 1923 Ma (고원생대 오로세이라기)으로 보고하였다.

### 하동-산청 회장암체와 차노카이트
하동-산청 회장암체(Hadong-Sancheong Anorthosite Complex, 河東-山淸 회장암體)는 대한민국 경상남도 하동군~산청군 지역, 영남 육괴 내 하동군 북천면 직전리에서 산청군 생초면 구평리까지 남-북 방향으로 발달하는 연장 45 km, 폭 2~10 km 규모의 원생대 지괴(massif)형 회장암 복합체이다. 대한민국의 유일한 선캄브리아기 회장암인 하동-산청 회장암체 내에는 약 870만 톤의 타이타늄 광체가 매장되어 있다. 하동-산청 회장암체의 절대 연령에 대해 권성택과 정지곤(1990)은 1,678±90 Ma (고원생대 스타테로스기~중원생대 칼리마기, Sm-Nd 동위원소법)으로 보고하였으며, 박계헌 외(2001)는 회장암질암 내 함티타늄 회장암질암체에서 분리한 석류석, 사장석 및 기타 유색광물에 대한 사마륨-네오디뮴(Sm-Nd) 동위원소 분석을 통해 최초 생성 연대를 1,792±90 Ma (고원생대 오로세이라기~스타테로스기)로 보고하였다. 이는 세계적으로 보고된 원생대 회장암에 속한다.
산청군 시천면~하동군 옥종면 지역에서 하동-산청 회장암체의 서측을 따라 대상으로 분포하는 암석은 기존의 단성(1968) 및 진교 지질도폭(1965)에서 흑운모 편마암, 메타텍틱 편마암 및 안구상 편마암으로 기재하였으나 김동연 외(1999)에 의해 차노카이트(charnockites) 암석으로 분류되었다. 폭 3 km, 연장 12 km 규모의 차노카이트 암석은 괴상과 엽리상 차노카이트로 구분되며 그 원암은 성분상 화강섬록암에서 석영 몬조나이트에 대비된다. 회장암질 마그마의 관입은 차노카이트 암석의 생성에 열원으로 작용하였을 가능성이 있다.
하동-산청지역 편마암
- 메타텍틱편마암/차노카이트, 산청군 단성면 사월리 국도 제20호선 도로변
북위 35° 16′ 38.0″ 동경 127° 57′ 03.0″ / 북위 35.277222°  동경 127.950833°
- 메타텍틱편마암/차노카이트, 산청군 단성면 사월리 국도 제20호선 도로변
- 메타텍틱편마암/차노카이트, 산청군 단성면 사월리 국도 제20호선 도로변
- 메타텍틱편마암/차노카이트, 산청군 단성면 남사리 국도 제20호선 도로변
북위 35° 16′ 11.0″ 동경 127° 55′ 45.0″ / 북위 35.269722°  동경 127.929167°
- 메타텍틱편마암/차노카이트 및 암맥, 산청군 단성면 남사리 국도 제20호선 도로변
- 메타텍틱편마암/차노카이트 및 암맥, 산청군 단성면 남사리 국도 제20호선 도로변
- 메타텍틱편마암/차노카이트, 산청군 단성면 남사리 국도 제20호선 도로변
- 메타텍틱편마암/차노카이트, 산청군 단성면 남사리 국도 제20호선 도로변
북위 35° 16′ 11.0″ 동경 127° 55′ 42.0″ / 북위 35.269722°  동경 127.928333°
- 메타텍틱편마암/차노카이트, 산청군 단성면 남사리 국도 제20호선 도로변
- 메타텍틱편마암/차노카이트, 산청군 단성면 월횡리 고암마을
북위 35° 11′ 40.5″ 동경 127° 51′ 00.0″ / 북위 35.194583°  동경 127.850000°
- 각섬석편마암, 하동군 옥종면 두양리 지방도 제1005호선 도로변
- 각섬석편마암, 하동군 옥종면 두양리 지방도 제1005호선 도로변

## 호남편마암복합체
호남편마암복합체는 대체로 순창전단대를 경계로 서부에 분포한다.

## 하동-산청 회장암체
영남 육괴 최남단의 산청군~하동군 지역에는 남-북 방향의 고원생대 하동-산청 회장암체가 발달하며, 약 870만 톤의 타이타늄 자원이 매장되어 있다.

## 단층과 지진

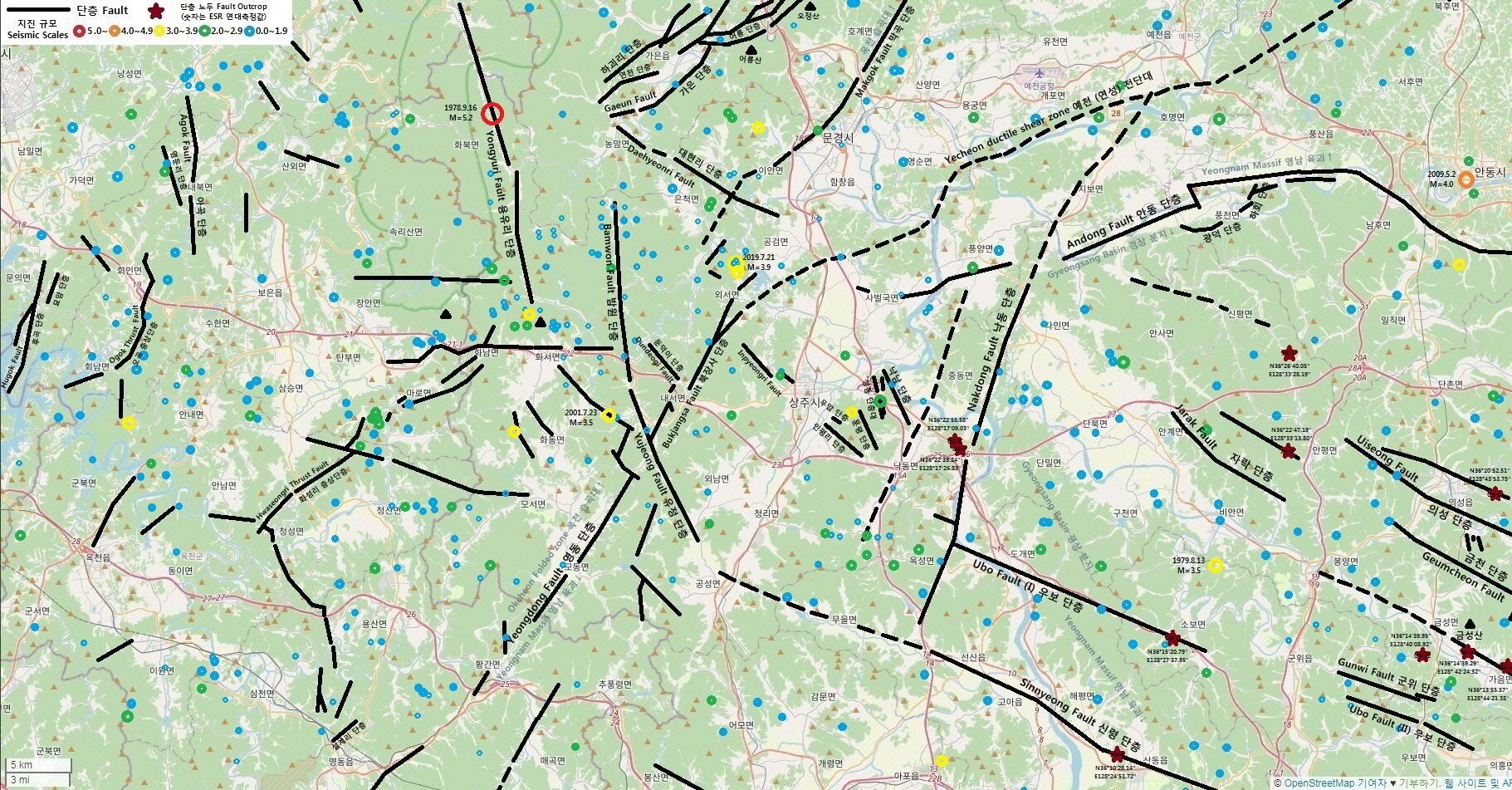
영남 육괴 내 상주시의 지질과 한국의 지진

영남 육괴 내에는 예천전단대와 영동 단층, 단양-황간 스러스트 단층 등 내부에 다수의 단층이 존재한다. 이기화 외(1989) 영남 육괴의 중부 지역과 그 남부인 경상 분지와의 경계 지역이 지괴 내에서 지진 활동이 높으며, 지진 활동이 영남 육괴 내에 존재하는 다수의 단층 및 높은 지체구조선(lineament)의 밀도와 연관된다고 설명했다. 1세기부터 1984년까지, 영남 지괴와 그 주변 지역에서 진도 V 이상의 파괴적인 지진을 포함한 240회의 지진이 발생한 것으로 보고되었으며, 그 원인은 한반도에 작용하는 동-서 방향의 응력으로 인해 중생대에 형성된 영남 지괴 내부의 단층이 지진을 일으키면서 파열되며 발생하는 것으로 보인다. 지진은 특히 경상북도 상주시와 안동시 일대에 존재하는, 경상 분지가 영남 지괴 쪽으로 튀어나온 돌출부(protrusion)―이 돌출부의 북쪽 경계가 안동 단층이다―에서 높은 빈도를 보인다.

### 예천전단대
예천전단대(醴泉剪斷帶, Yecheon Shear Zone)는 영남 지괴 내에 존재하는 연장 100km, 너비 3.5 km의 연성 전단대로, 상주시에서 호남전단대의 일부인 순창전단대에서 분리된 후(동)북동-(서)남서의 주향으로 예천군과 영주시 평은면, 봉화군 상운면, 소천면 등을 지나 울진군까지 연장된다. 영주시 남동쪽 북후면-평은면 지역에서 북북동-남남 방향 단층에 의해 절단된다.

## 지역별 지질
영남 육괴에 해당하는 지역의 지질 문서는 다음과 같다. (북동→남서 방향으로, 위도순)
- 삼척시의 지질
- 울진군의 지질
- 봉화군의 지질
- 영양군의 지질
- 영주시의 지질
- 예천군의 지질
- 문경시의 지질 (남동부만)
- 상주시의 지질
- 김천시의 지질
- 구미시의 지질
- 영동군의 지질 (남동부만)
- 무주군의 지질
- 거창군의 지질
- 고령군의 지질
- 합천군의 지질
- 함양군의 지질
- 산청군의 지질
- 구례군의 지질
- 하동군의 지질
- 하동-산청 회장암체
- 광양시의 지질

## 같이 보기
- 한국의 지질
- 경기 지괴/경기 육괴
- 경상 분지
- 포항 분지